# Budapeszt
Budapeszt (węg. Budapest) – stolica i największe miasto Węgier, położone w północnej części kraju, nad Dunajem. Formalnie stworzony został w latach 1872–1873 z trzech połączonych ze sobą miast: Budy i Óbudy na prawym brzegu Dunaju (geograficznie – Średniogórze Zadunajskie) oraz Pesztu – na lewym (geograficznie – Średniogórze Północnowęgierskie i Wielka Nizina Węgierska).
Budapeszt to jedna z najważniejszych metropolii Europy Środkowej, a także 8. pod względem zaludnienia miasto wśród stolic Europy. Stanowi wielki ośrodek kulturalny (biblioteka narodowa, liczne muzea, galerie sztuki, teatry, opera) i naukowy (Akademia Nauk, Uniwersytet im. Loránda Eötvösa (od 1635), Uniwersytet Techniczno-Ekonomiczny (od 1782), Akademia Sztuk Pięknych, wiele innych uczelni i instytutów badawczych). Jest też ważnym centrum turystycznym i uzdrowiskowym (kompleksy balneologiczne).
Budapeszt jest uznawany za metropolię globalną. Obecny kształt terytorialny przybrał w roku 1950, gdy przyłączono do niego 23 okoliczne miejscowości, dzięki czemu obszar miasta zwiększył się 2,5-krotnie, zaś ludność 1,5-krotnie. Dzisiejszy Budapeszt jest podzielony na 23 dzielnice z własnymi zarządami. Całym miastem zarządza Samorząd Stołeczny (Fővárosi Önkormányzat).

## Pochodzenie nazwy
Nazwa Buda stosowana była w czasach Arpadów na określenie osady zbudowanej na miejscu dawnego grodu rzymskiego Aquincum. Według średniowiecznych kronik węgierskich nazwa ta pochodziła od imienia Bledy – brata wodza Hunów, Attyli, jednak prawdą jest w tej teorii tylko to, że nazwa mogła rzeczywiście oznaczać imię (w kronikach trafiały się osoby o imieniu Buda). Inna teoria mówi, że nazwa Buda jest związana ze słowiańskim słowem woda, z wodą (aqua) związana zaś jest też nazwa rzymskiego grodu Aquincum. Po wybudowaniu zamku nieco na południe od starej osady (tuż po najazdach tatarskich w latach 40. XIII w.), zaczęto ją nazywać Óbuda (Stara Buda), zaś zamek z podgrodziem – Újbuda (Nowa Buda), a potem Buda.
Jeśli chodzi o Peszt, to według jednej z teorii jego nazwa pochodzi od greckiej nazwy Pession, którą Klaudiusz Ptolemeusz w dziele Geographike Hyphegesis w II w. n.e. określał rzymską twierdzę położoną naprzeciwko Aquincum (koło obecnego Mostu Elżbiety; gród i twierdza stanowiły element rzymskiego limes). Druga teoria związana jest ze słowiańskim słowem oznaczającym jaskinię lub pieczarę, które to słowo średniowieczni Węgrzy przejęli na określenie pieca (w dialekcie dzisiejszych Seklerów piec to właśnie pest, podczas gdy w literackim węgierskim – kemence). Nazwę Pest-hegy otrzymała obfitująca w małe jaskinie i burzliwe źródełka Góra Gellerta, nazwę Pest-rév – położona u stóp góry przystań przeprawy przez Dunaj (rév – przystań), a później – osada założona po drugiej stronie rzeki.
Zarówno Peszt, jak i Budę określano już od pocz. XIX w. wspólną nazwą Pest-Buda – taka kolejność oznaczała, że ważniejszym miastem jest Peszt, który był stolicą kraju; Buda zaś była siedzibą króla. Ponieważ jednak język węgierski nie lubi zbitek spółgłoskowych, wygodniejszą w użyciu nazwą stała się forma Buda-Pest (zmianę tę propagował hr. István Széchenyi). Po połączeniu obu miast w 1872 r. naturalną nazwą stała się forma Budapeszt.

## Historia

### Okres rzymski
W I wieku u źródeł przy Wzgórzu Gellérta osiedlili się Celtowie. Około roku 89 na północ od dzisiejszego centrum Rzymianie założyli osadę Aquincum. Dla ochrony przeprawy przez Dunaj na lewym brzegu powstała twierdza Contra Aquincum (w pobliżu dzisiejszego placu 15 Marca). W Aquincum umieszczono załogę zbrojną. W roku 106 Aquincum stało się stolicą prowincji Pannonia Inferior (liczyło 20 tys. mieszkańców). Upadek Rzymu i wędrówka ludów spowodowały wyludnienie Aquincum. W Panonii mieszkali Hunowie, Ostrogoci, Longobardowie, Awarzy, Słowianie, a w początku X wieku osiedlili się tam Węgrzy.

### Średniowieczne miasto

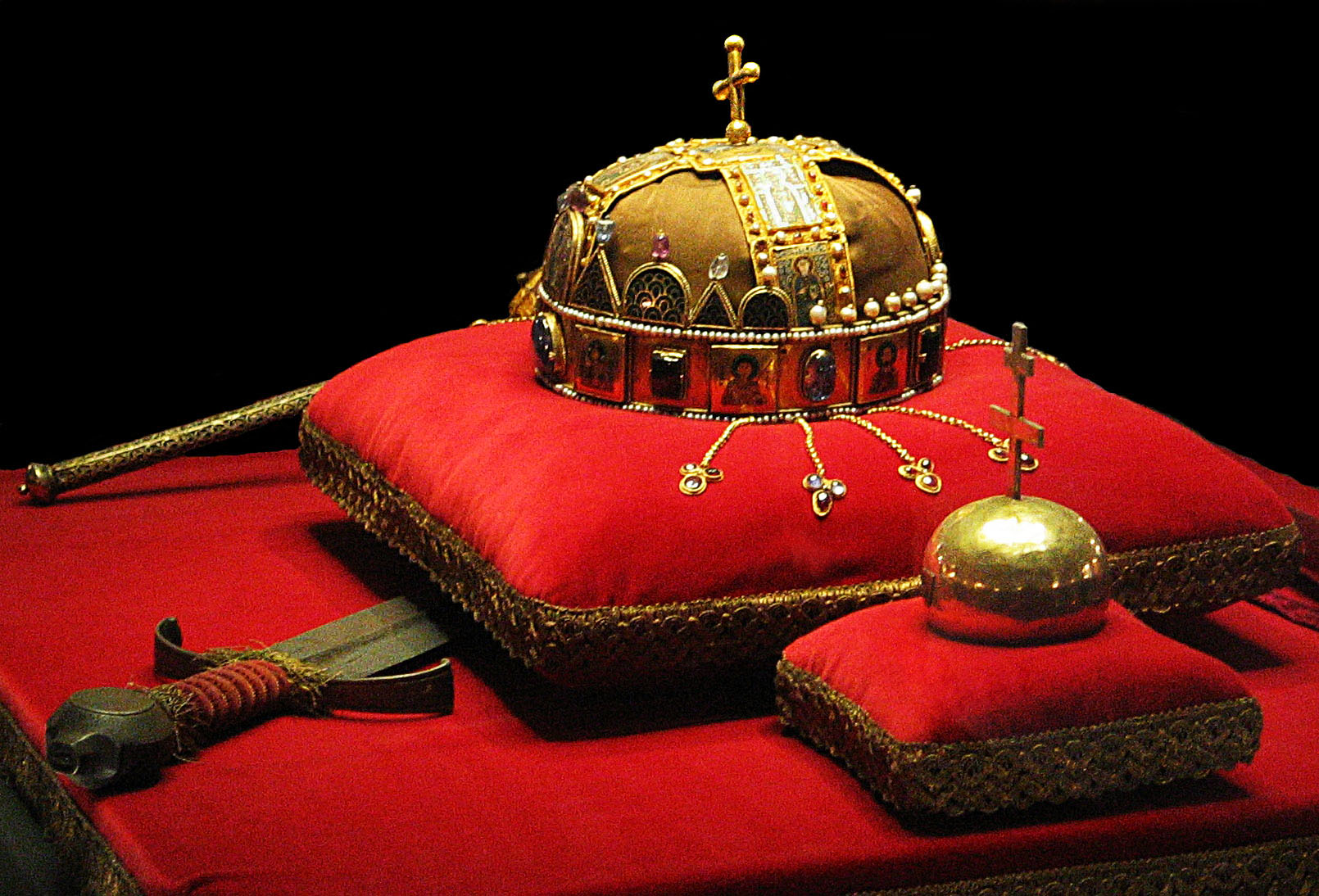
Korona Świętego Stefana

Gdy w początku X wieku w Panonii osiedlili się Węgrzy, Buda stała się jedną z głównych osad (miejsce to zostanie później nazwane Starą Budą, węg. Óbuda). Pochodzenie nazwy jest tłumaczone różnie: od imienia młodszego brata Attyli – Budy (Bledy) bądź od słowiańskiego słowa oznaczającego budynek. W późniejszych okresach Buda stała się jednym z głównych siedzib węgierskich władców (obok Ostrzyhomia i Székesfehérváru). W roku 1046 w czasie powstania pogańskiego na wzgórzu budańskim został zamęczony biskup Gerhard (węg. Gellért) – od jego imienia pochodzi nazwa Wzgórze Gellérta. Na lewym brzegu w roku 1148 powstał Peszt (chociaż istnieją ślady wcześniejszego słowiańskiego osadnictwa, o czym świadczy także etymologia nazwy). Rozwój miasta został zahamowany przez najazd tatarski w 1242 r., który spustoszył całą środkowo-wschodnią Europę. Król węgierski Bela IV nakazał później wybudować w całym kraju kamienne twierdze. Jedna z takich twierdz stanęła na południe od Óbudy w miejscu dzisiejszego Wzgórza Zamkowego (Várhegy). Stąd od roku 1261 do XVI wieku władali węgierscy królowie. Wokół powstało miasto – Buda.

### Okres rozkwitu

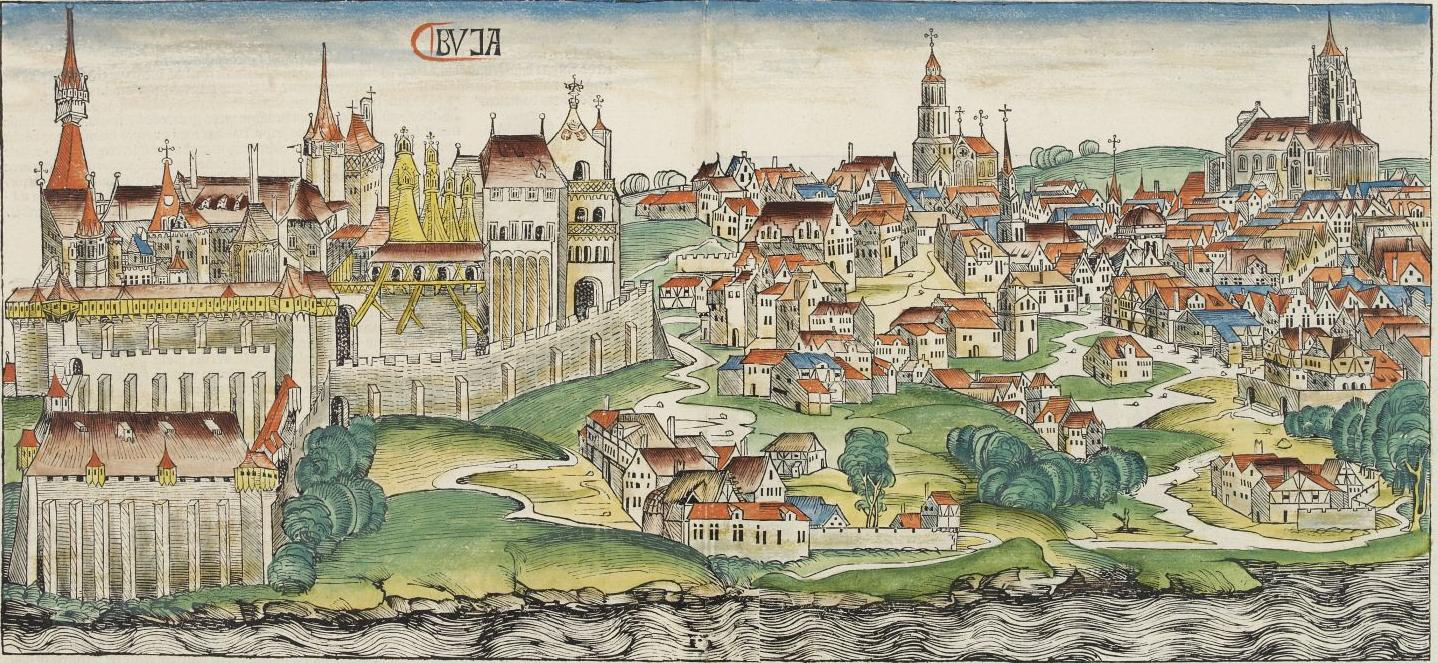
Buda w roku 1493

Buda i Peszt rozwijały się szczególnie za panowań Zygmunta Luksemburskiego (założenie uniwersytetu w 1395) i Macieja Korwina (pierwsza drukarnia 1473). Za czasów Jagiellonów budapeszteńskie trójmiasto liczyło 25 – 30 tys. mieszkańców i należało wraz z Pragą, Wiedniem i Krakowem do największych miast Europy. Miasto było znaczącym ośrodkiem handlu bydłem i winem. Wszystko zmieniła okupacja turecka.

### Okupacja turecka

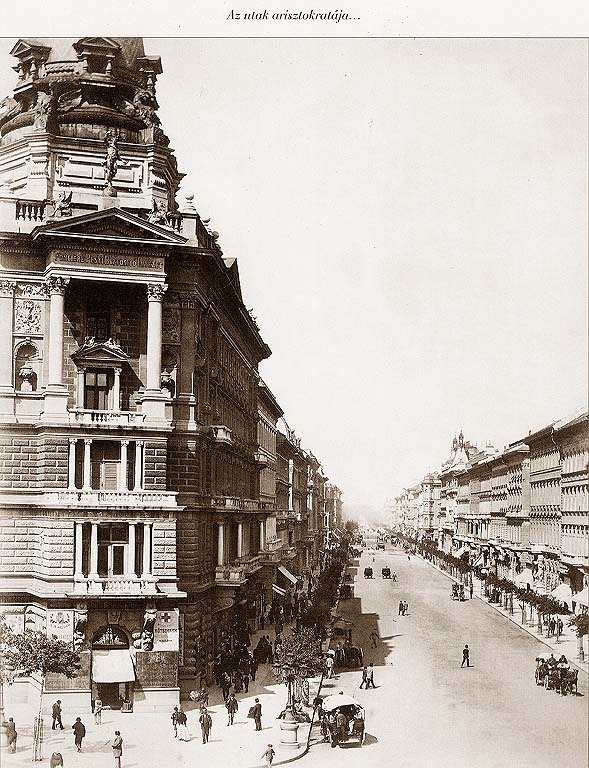
Aleja Andrássyego w roku 1875

Po zwycięstwie w bitwie pod Mohaczem w roku 1526 Turcy bardzo szybko opanowali większą część Węgier. Buda stała się od roku 1541 na półtora stulecia z metropolii miastem prowincjonalnym – siedzibą budańskiego paszałyku.
Większość kościołów została zamieniona w meczety bądź zburzona, duża część węgierskich i niemieckich mieszkańców wyjechała. W ich miejsce przyjechali Serbowie, Ormianie i Grecy. Najwięcej Serbów mieszkało w dzielnicy Tabán, na południe od Zamku. O serbskiej obecności przypominają prawosławne cerkwie w Budapeszcie czy Szentendre, a także nazwy miejscowości rozpoczynające się na Rác (co jest starym węgierskim określeniem na Serbów), np. miejscowość Ráckeve. W Budapeszcie przykładem jest również kąpielisko lecznicze Rác fürdő w I dzielnicy. Można dostrzec także ślady obecności Turków – mahometańskim miejscem pielgrzymkowym jest do dziś mauzoleum zwane türbe Gül Baby (Gül Baba türbéje) z lat 40. XVI w. w dzielnicy Rózsadomb na północ od Zamku. Wiele do dziś czynnych łaźni pochodzi z czasów panowania tureckiego.

### Pod władzą Habsburgów

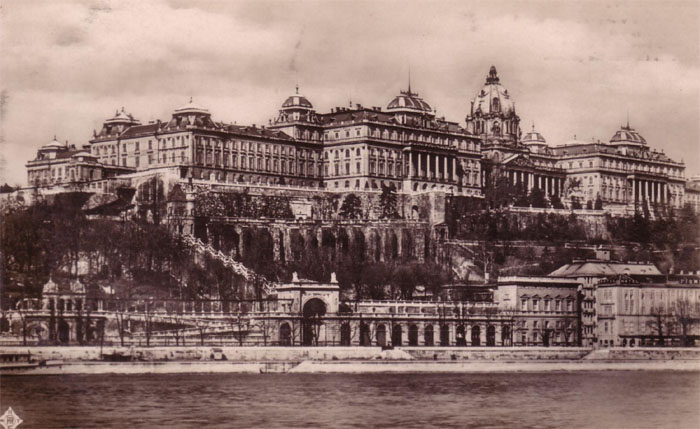
Zamek Królewski w roku 1930

Dopiero w 1686 roku po ciężkim sześciotygodniowym oblężeniu Buda została zdobyta przez wojska habsburskie i większość Węgier została wyzwolona spod tureckiej okupacji. Miasto szybko otrząsnęło się z wojennych ruin i zaczęło się szybko rozwijać. Główne urzędy węgierskie zostały przeniesione z Bratysławy do Budy. Do końca XVIII wieku Trójmiasto liczyło ok. 40 tys. obywateli i zyskiwało coraz większe znaczenie na arenie międzynarodowej. Modernizacja Pestu i Budy wiele zawdzięcza Stefanowi Széchenyiemu – przykładowo zainicjował budowę pierwszego (łańcuchowego) mostu przez Dunaj, który dziś nosi jego imię. W czasie rewolucji węgierskiej w latach 1848–1849 Trójmiasto zjednoczyło się w jedno miasto, jednak po stłumieniu powstania odwołano połączenie miast, a na wzgórzu Gellerta wybudowano cytadelę, mającą zastraszyć Węgrów. Po utworzeniu Austro-Węgier Trójmiasto (Peszt, Buda i Óbuda) połączyło się 1 stycznia 1873 w Budapeszt.
W 1900 był on większy od Rzymu, Madrytu, Lizbony, Amsterdamu, Neapolu i Hamburga.
Wielkim impulsem rozwojowym były obchody milenium Węgier w 1896 roku, z okazji których powstały najsłynniejsze budapeszteńskie budowle: największy wówczas na świecie budynek parlamentu, pierwsza linia metra na kontynencie, dworzec Nyugati – ówcześnie największy dworzec kolejowy w Europie i największy port rzeczny na Dunaju.

### Rosnąca metropolia

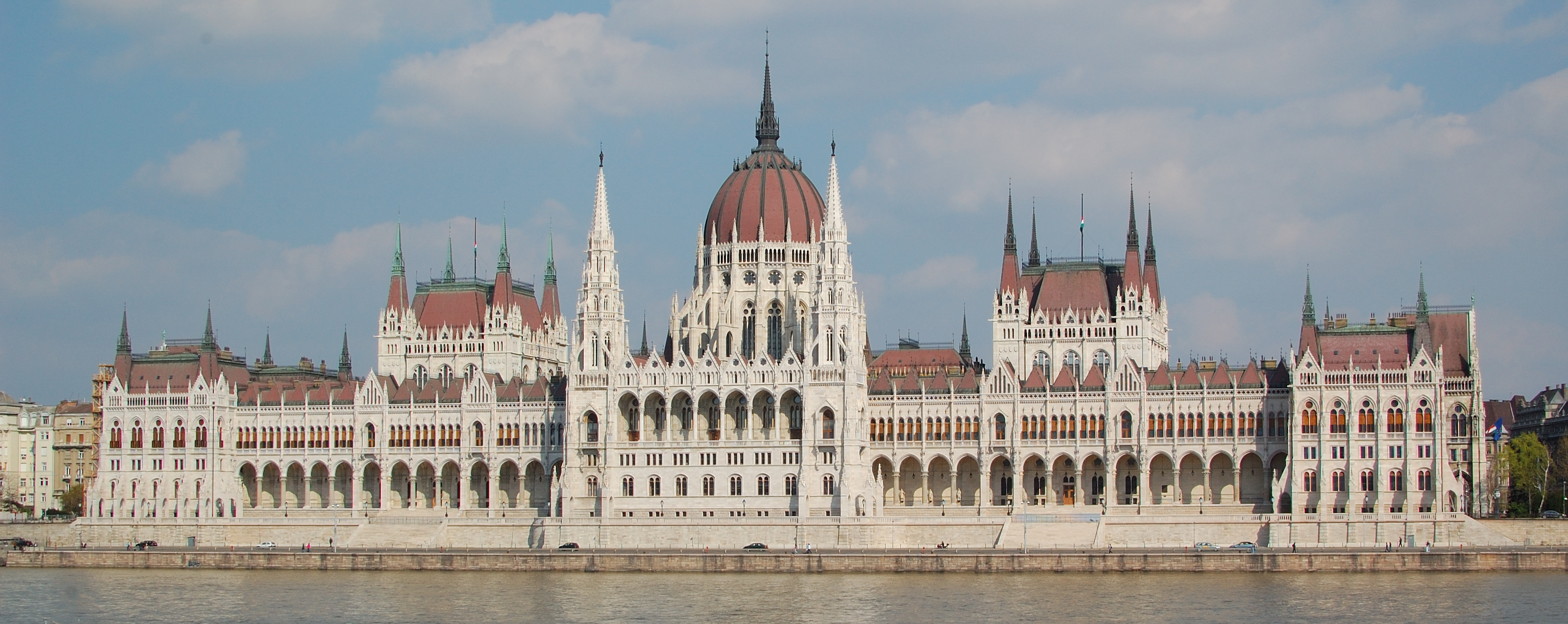
Budapeszt – Parlament

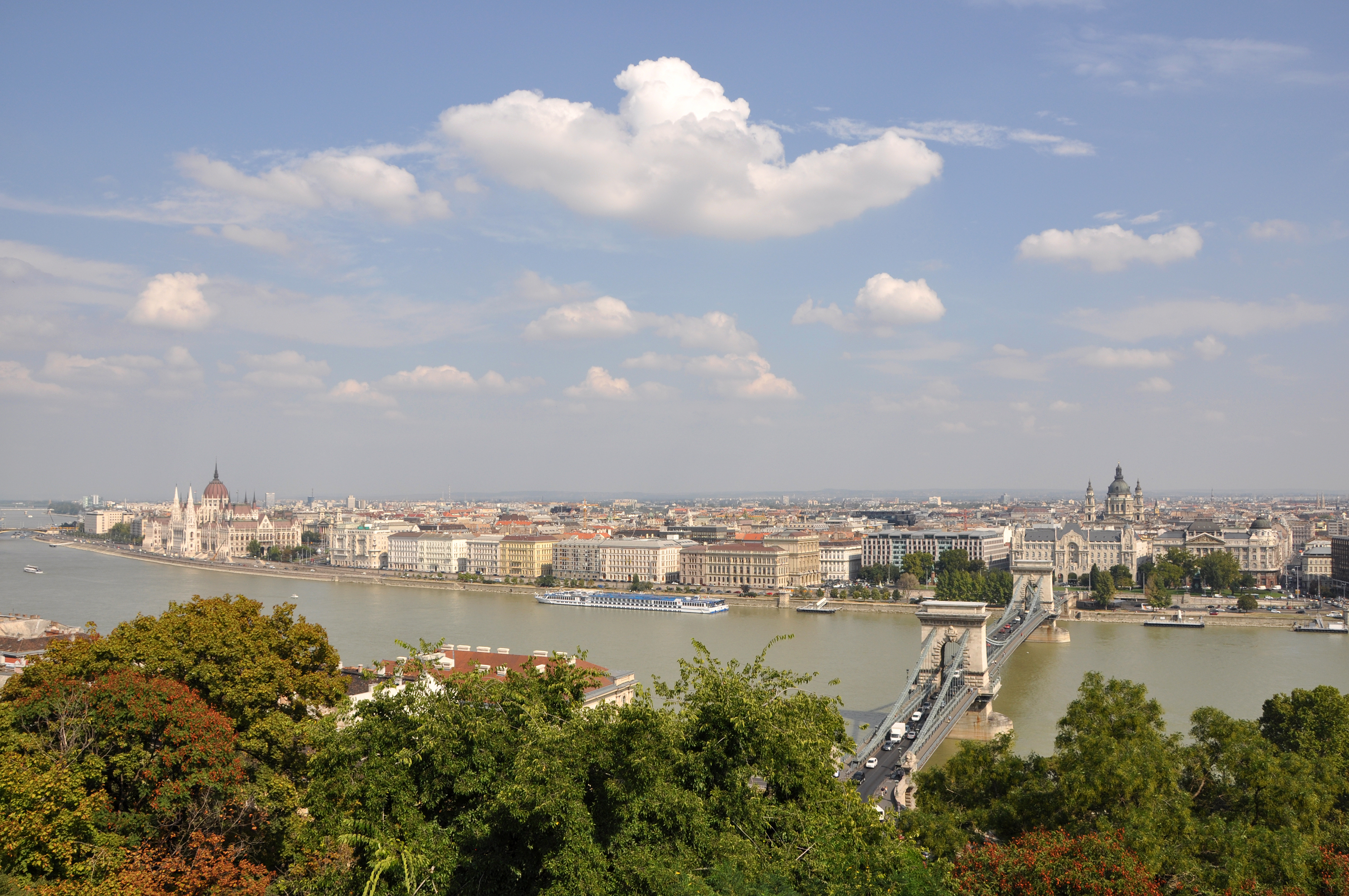
Budapeszt – Śródmieście

Głównie Pest rozwinął się szybko w nowoczesne miasto konkurujące z Wiedniem. Powstały szerokie bulwary i przedmieścia z parkami. Liczba mieszkańców Pesztu powiększyła się dwudziestokrotnie w czasie XIX wieku. Obok Węgrów mieszkali tu także Niemcy i Żydzi, duży był także napływ Słowaków.

### Okres międzywojenny
Porażka w pierwszej wojnie światowej i rozpad Austro-Węgier były ciężkim wstrząsem, dodatkowo w 1919 roku władzę objęli komuniści. Państwo węgierskie utraciło prawie 2/3 swojego terytorium i metropolia budapeszteńska okazała się nieproporcjonalnie wielka w stosunku do państwa. Mimo to Budapeszt stale się powiększał. W roku 1930 liczba mieszkańców przekroczyła milion.

### II wojna światowa
II wojna światowa pozostawiła w mieście duże szkody. Mimo wysiłków szwedzkiego dyplomaty Raoula Wallenberga większość Żydów została wywieziona do obozów, głównie do Auschwitz-Birkenau, gdzie większość została zabita w komorach gazowych. W roku 1944 ustępująca armia niemiecka wysadziła wszystkie mosty na Dunaju w Budapeszcie i przez następnych 6 miesięcy broniła się na jego prawym brzegu.

### Rządy komunistyczne
W roku 1950 wprowadzono aktualny do dziś podział miasta na dzielnice. Jesienią 1956 roku Budapeszt stał się ośrodkiem rewolucji przeciw władzy komunistycznej. Powstanie ludowe zostało krwawo stłumione przez radzieckie czołgi.
W połowie lat 80. Budapeszt osiągnął największą w historii liczbę mieszkańców (2,1 mln).

### Współczesność
W nocy z 18 na 19 września 2006 r. doszło przed gmachem telewizji publicznej do starć między demonstrantami a policją (wywołanymi skandalem politycznym wokół socjalistycznego premiera Węgier Ferenca Gyurcsánya). Rannych zostało ok. 150 osób.

## Geografia

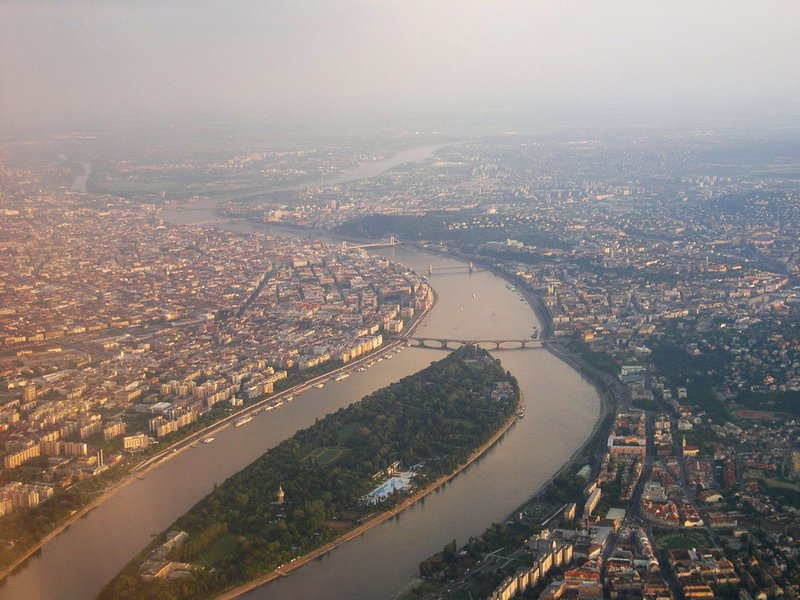

### Położenie

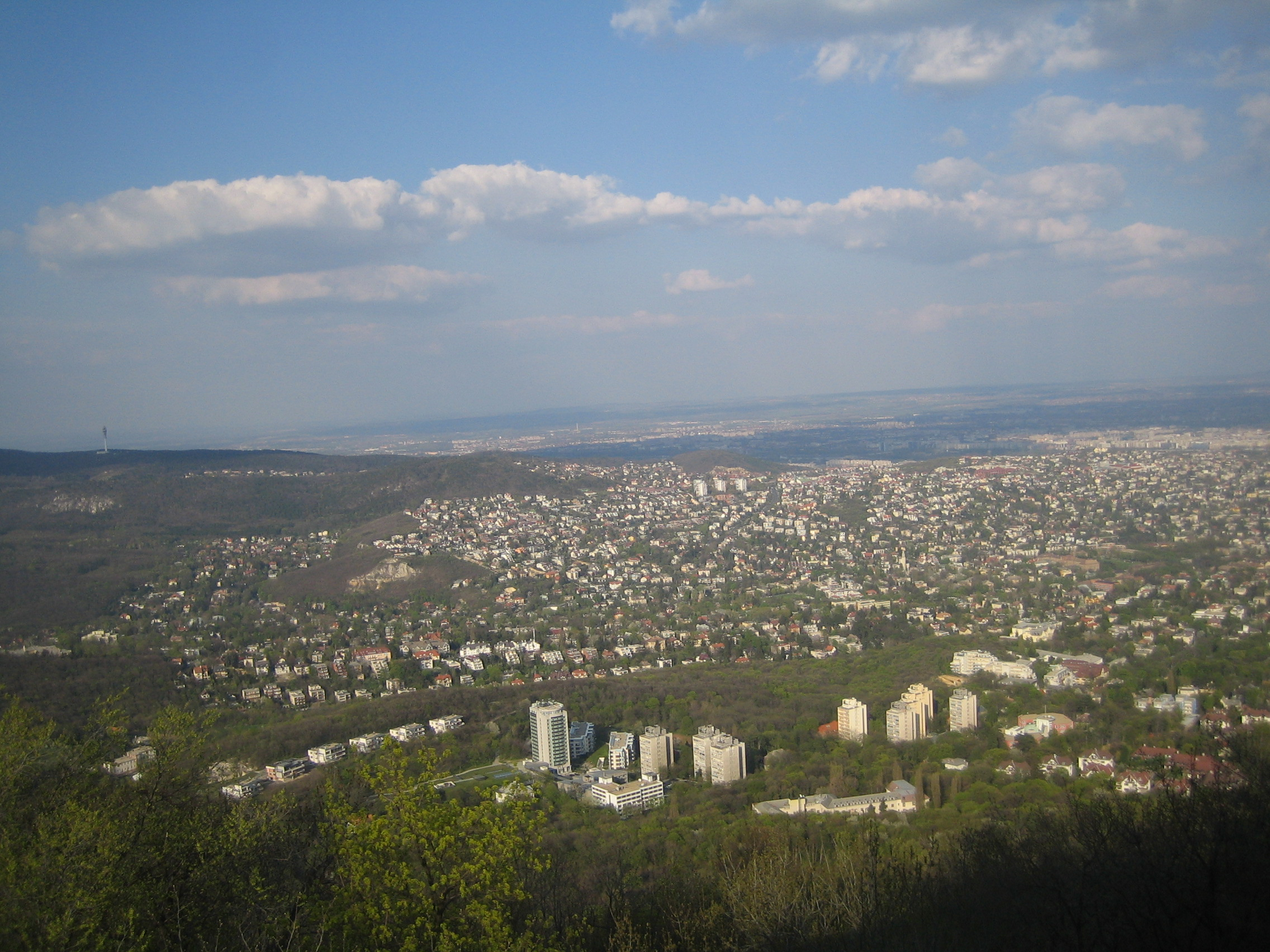
Widok z Góry Jana na północny wschód (II dzieln.)

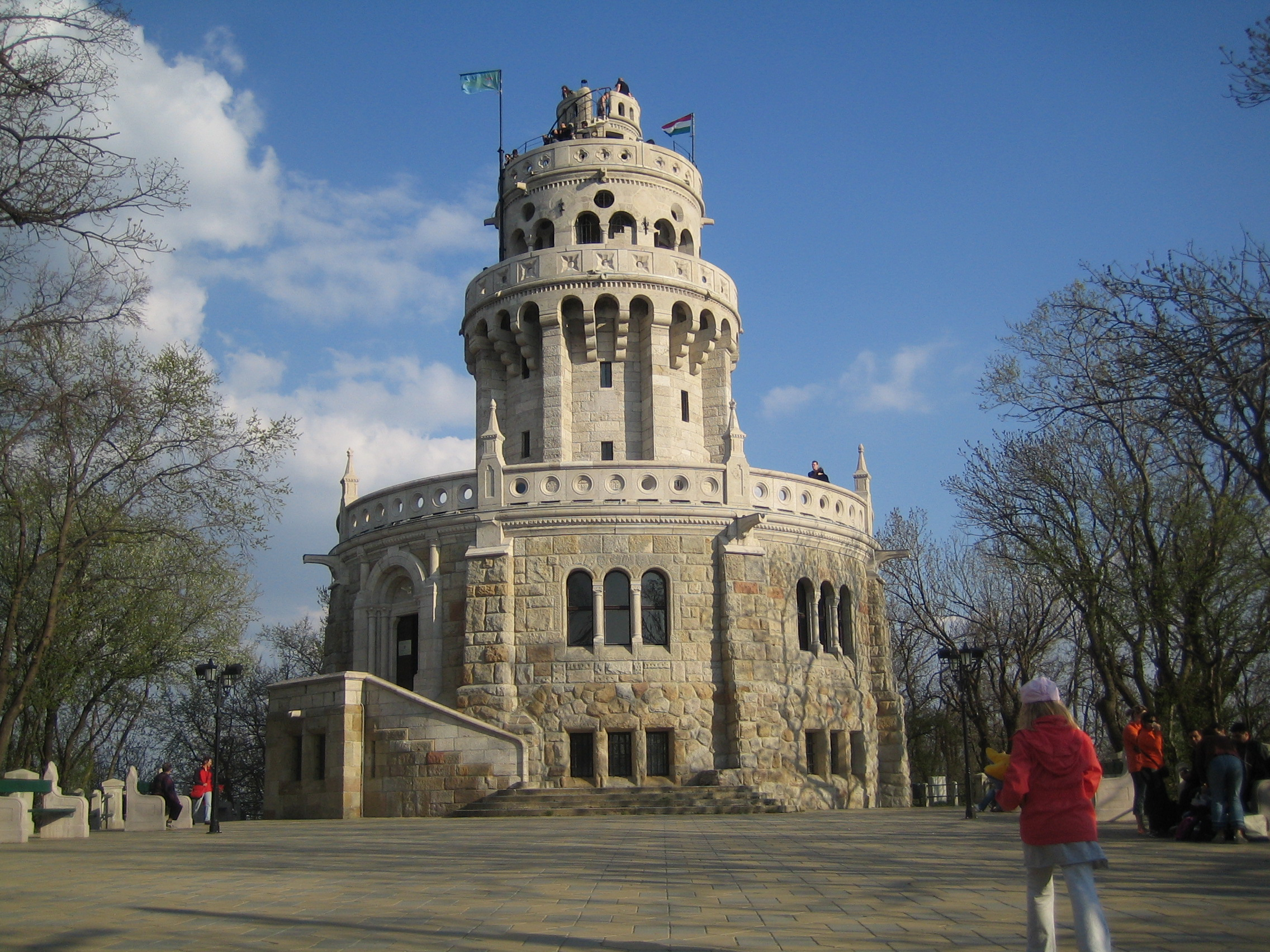
Wieża Elżbiety – wieża widokowa na Górze Jana

Obszar Budapesztu wynosi 525 km². Miasto jest otoczone przez komitat Pest, a do aglomeracji Budapesztu należy 81 miejscowości. Rozciągłość południkowa miasta wynosi 25 km, zaś równoleżnikowa – 29 km.
Dunaj, który przepływa przez miasto od północy na południe na długości 28 km, dzieli je na dwie wyraźnie różniące się części. Lewobrzeżny Peszt położony jest na równinie (część Wielkiej Niziny Węgierskiej), która na północy przechodzi w tzw. wzgórza Gödöllő (Gödöllői-dombság – geograficznie należące już do Średniogórza Północnowęgierskiego). Zaś prawobrzeżna Buda położona jest na wzgórzach budańskich (Budai-hegység). Jednym z tych wzgórz jest Góra Jana (János-hegy) niedaleko zachodniej granicy miasta, której szczyt stanowi najwyższy punkt Budapesztu (527 m n.p.m.). Na szczycie znajduje się wieża widokowa z pocz. XX w. (Wieża Elżbiety), stanowiąca punkt widokowy na całe miasto. Najniższy zaś punkt znajduje się w miejscu, w którym Dunaj przecina południową granicę miasta (96 m n.p.m.). Centrum Budapesztu leży na wysokości 105 m. Buda jest w większości złożona z osiedli mieszkaniowych, często o niskiej zabudowie (w tym wielu willowych – Rózsadomb, Pasarét, Istenhegy itp.), czemu sprzyja urozmaicona rzeźba terenu; jedynie przy północnej i południowej granicy znajdują się tereny przemysłowo-handlowe. Peszt z kolei jest centrum administracyjnym, handlowym i przemysłowym kraju, osiedla mieszkaniowe to kamienice (Terézváros, Józsefváros, Angyalföld) lub wielkie blokowiska (Újpest, Kőbánya); równinny charakter Pesztu sprzyja tworzeniu parków (Népliget) i centrów sportu (Stadion F. Puskása, d. Népstadion) oraz rozrywki.
Przeciętna szerokość Dunaju w Budapeszcie to 400 m. Rzeka tworzy trzy wyspy; od północy są to: Óbudai-sziget, na której co roku odbywa się znany na świecie Sziget Festival; wyspa Małgorzaty (Margit-sziget), stanowiąca ośrodek sportu i rozrywki; wyspa Czepel (Csepel-sziget) – największa, stanowiąca ośrodek przemysłu ciężkiego. Średni przypływ wody w Dunaju wynosi 2330 m³/s.
Budapeszt jest niezwykle bogaty w atrakcje przyrodnicze. Są to jaskinie (m.in. system jaskiń i podziemi we Wzgórzu Zamkowym), źródła, skupiska cennych roślin. W sercu miasta znajduje się Góra Gellerta (235 m n.p.m.) – położone na południe od zamku w Budzie dolomitowe wzgórze, wznoszące się 140 m nad poziom Dunaju, posiadające liczne źródła termalne i jaskinie. Na szczycie Austriacy wybudowali cytadelę; wierzchołek góry jest znakomitym punktem widokowym. Góra Gellerta jest częścią łańcucha wzgórz dolomitowych, do którego należy też Orla Góra (Sashegy, 260 m n.p.m.). Na części tego wzgórza znajduje się rezerwat przyrody.
We wzgórzach budańskich znajduje się kilka dostępnych dla turystów jaskiń (Pálvölgyi-barlang, Mátyás-barlang). W mieście znajdują się także źródła termalne – jest to jedyna stolica Europy Środkowej z taką atrakcją. Wody termalne i mineralne eksploatuje się tu od końca XIX wieku. Budapeszt posiada ok. 400 źródeł z wodami magnezowymi (gorzkimi) oraz ok. 80 źródeł termalnych i innych mineralnych (głównie siarczanowych). Temperatura źródeł termalnych wynosi od 50 do 70 °C. Źródła termalne w Budzie tryskają samoczynnie na powierzchnię, zaś na Wyspie Małgorzaty i w Peszcie są wiercone.

### Klimat
Budapeszt leży na granicy strefy wilgotnego klimatu subtropikalnego oraz umiarkowanego klimatu kontynentalnego. Średnia roczna temperatura to 11,2 °C. Najcieplejszy miesiąc to lipiec (średnia temperatura 22 °C), najchłodniejszy – styczeń (–0,3 °C). Rekordowe temperatury to 40,7 °C (20 lipca 2007) i –25,6 °C (13 stycznia 1987). Średnie opady roczne wynoszą 568 mm, najwięcej pada w czerwcu i w listopadzie. Budapeszt jest osłonięty od silnych wiatrów dzięki stosunkowej bliskości Karpat i Średniogórza Zadunajskiego. Przeważają wiatry północno-zachodnie.
| Miesiąc                             | Sty  | Lut  | Mar  | Kwi  | Maj  | Cze  | Lip  | Sie  | Wrz  | Paź  | Lis  | Gru  | Roczna |
| ----------------------------------- | ---- | ---- | ---- | ---- | ---- | ---- | ---- | ---- | ---- | ---- | ---- | ---- | ------ |
| Średnie temperatury w dzień [°C]    | 3.1  | 5.5  | 11.1 | 17.8 | 22.9 | 26.1 | 28.5 | 28.1 | 22.5 | 16.5 | 10.2 | 3.6  | 16,5   |
| Średnie dobowe temperatury [°C]     | 0.1  | 1.8  | 6.5  | 12.3 | 17.2 | 20.6 | 22.7 | 22.1 | 17.0 | 11.5 | 6.4  | 0.9  | 11,7   |
| Średnie temperatury w nocy [°C]     | -3.0 | -2.2 | 1.7  | 6.9  | 11.8 | 15.1 | 17.1 | 16.5 | 11.9 | 6.8  | 2.7  | -2.0 | 7,1    |
| Opady [mm]                          | 35.0 | 32.9 | 35.7 | 29.3 | 56.5 | 64.4 | 77.1 | 69.0 | 43.8 | 43.1 | 37.0 | 36.6 | 560    |
| Średnia liczba dni z opadami        | 12.0 | 10.5 | 9.6  | 9.1  | 12.4 | 10.5 | 10.4 | 7.8  | 8.0  | 10.2 | 10.7 | 11.8 | 123    |
| Wilgotność [%]                      | 79   | 74   | 66   | 59   | 61   | 61   | 59   | 61   | 67   | 72   | 78   | 80   | 68     |
| Średnie usłonecznienie [h]          | 62   | 93   | 137  | 177  | 234  | 250  | 271  | 255  | 187  | 141  | 69   | 52   | 1988   |
| Źródło: climatebase.ru (od 2000 r.) |      |      |      |      |      |      |      |      |      |      |      |      |        |

## Demografia
Ludność Budapesztu na przestrzeni ostatnich 2 stuleci
W 2011 roku w Budapeszcie mieszkało 1 733 685 osób, co stanowi 17% ludności kraju. Gęstość zaludnienia wynosi 3301 osób na km², co oznacza, że Budapeszt jest najgęściej zaludnioną miejscowością Węgier.
Widoczny na wykresie silny wzrost w ciągu całego XIX w. jest skutkiem przekształcania się miasta w centrum gospodarcze kraju, silnego uprzemysłowienia, niekorzystnych dla małorolnych chłopów zmian w rolnictwie, rozwoju transportu i korzystnego położenia miasta na skrzyżowaniu dróg z różnych stron kraju. Wzrost (choć nierównomierny) utrzymywał się do lat 40. XX w. Skok powojenny jest skutkiem zarówno kompensacji strat wojennych, jak też 2,5-krotnego poszerzenia obszaru miasta w r. 1950, gdy do Budapesztu włączono 23 okoliczne miejscowości. Najwięcej ludności Budapeszt miał w roku 1980 (2 060 tys. osób).
Jednak od początku lat 90. XX w. liczba ludności spadała. W 2. dziesięcioleciu XXI w. ubyło 240 tys. mieszkańców. Jednocześnie wzrosła liczba mieszkańców komitatu Pest. Jest to wynikiem przeprowadzek ludzi, zmęczonych wielkim miastem, do miejscowości podstołecznych (tzw. suburbanizacja). Drugim powodem spadku liczby ludności Budapesztu był ogólny ujemny przyrost naturalny na Węgrzech (-1,7%).
Według spisu powszechnego z r. 2001, 2,2% (ok. 40 tys.) ludności to mniejszości narodowe – głównie Cyganie (12 tys.), Niemcy (7 tys.). Polaków jest ok. 1200.

## Administracja
System administracyjny Budapesztu różni się od systemu obowiązującego w innych gminach i miastach węgierskich. Dwie podstawowe różnice polegają na tym, że: 1) na terenie Budapesztu, oprócz samorządu miasta, działają samorządy poszczególnych dzielnic, czego w innych miastach się nie spotyka, 2) Budapeszt jest miastem wydzielonym – w odróżnieniu od innych miast na prawach komitatu, jest wyłączony spod jurysdykcji komitatu Pest, na terenie którego się znajduje (zapewnia mu to konstytucja), mimo że właśnie w Budapeszcie znajduje się siedziba władz tego komitatu. Inne miasta na prawie komitatu podlegają władzom komitatu, w którym się znajdują, i wobec tego zobowiązane są ściśle z nimi współpracować w wypełnianiu zadań stawianych komitatom. Władze Budapesztu obowiązku współpracy z władzami komitatu Pest nie mają. Sytuacja administracyjna Budapesztu jest więc podobna do sytuacji Warszawy z lat 1946–1975.
Odrębność dzielnic obrazuje ciekawy fakt, że każda z nich zachowała dawne nazwy ulic, co znaczy, że w całym Budapeszcie może być kilka ulic o tej samej nazwie. Dlatego do adresu należy dodawać numer dzielnicy, aby nie było nieporozumień. Przykładowo, ulice Endre Adyego znajdują się w Rózsadomb (II dz.) i Pestújhely (XV dz.), a dodatkowo al. Endre Adyego jest w Kispest (XIX dz.). Ulice Tatrzańskie (Tátra utca) są w dz. XIII (k. mostu Małgorzaty) i w Megyer (IV dz.). A najbardziej znany deptak Budapesztu – Váci utca w V dzielnicy – ma swój „odpowiednik” w postaci Váci út (út – aleja): ważnej arterii wylotowej, która zaczyna się przy Dw. Nyugati i stanowi początek międzynarodowej drogi E77, prowadzącej do Warszawy i Gdańska.
Rozdział zadań między samorząd stołeczny a samorządy dzielnicowe jest określony przez prawo. Większa część przychodu osiągniętego przez samorządy dzielnic nie idzie na konto danego samorządu, ale jest „wrzucana do wspólnego miejskiego kotła”, którego „zawartość” jest następnie dzielona według ściśle określonych zasad między dzielnice.
W sensie organizacyjnym nie ma stosunku hierarchicznego między samorządem stołecznym a samorządami dzielnicowymi – mają one tę samą rangę. Jednak prawo reguluje nadrzędność odpowiedniego samorządu w danych obszarach zarządzania. Oznacza to, że samorząd miejski nie może pozbawiać jakiejś prerogatywy samorządu dzielnicowego lub odwrotnie, ale samorząd miejski może w przypadkach określonych ustawą ustanowić takie zasady, które dla samorządów dzielnicowych będą wiążące. Takim przykładowym obszarem działalności samorządu dzielnicowego jest osiedlanie ludności – dzielnice mogą uchwalać swoje przepisy w tym zakresie tylko w ramach określonych przez samorząd stolicy, zaś zasięg tych ram, czyli to, co stolica może narzucić, a czego nie, reguluje prawo.

### Wybory
Obywatele Budapesztu wybierają w wyborach lokalnych burmistrza stolicy (nadburmistrza), Radę Stolicy, burmistrzów dzielnic oraz radnych dzielnic. Burmistrza stolicy i dzielnic wybiera się – podobnie jak w innych miastach i gminach – systemem większościowym, radnych dzielnic – mieszanym, zaś radnych stolicy – głosowaniem na listy.

### Burmistrz Budapesztu

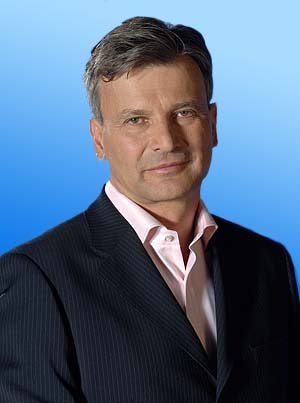
Gábor Demszky – nadburmistrz Budapesztu w latach 1990–2010

Nazwę węgierską tego stanowiska – főpolgármester – przyjęło się tłumaczyć na polski jako burmistrz, ale właściwsze byłoby tłumaczenie nadburmistrz. Natomiast tytuł burmistrz (polgármester) dotyczy najwyższego urzędu dzielnicy. W latach 1873–1950 istniały tytuły nadburmistrza stolicy i burmistrza stolicy. Oba stanowiska były obsadzane w drodze wyboru przez radę miasta spośród trzech kandydatur (na każde ze stanowisk) zaproponowanych przez króla (a w okresie międzywojennym regenta), które on z kolei wybierał spośród propozycji przedstawianych przez ministra spraw wewnętrznych (od 1930 r. nadburmistrza mianował i odwoływał regent według własnego uznania). Jednak urząd nadburmistrza był bardziej reprezentacyjny – nadburmistrz stał na czele samorządu, mianował i dyscyplinował urzędników – zaś faktyczną władzę w mieście sprawował burmistrz.
Pierwszym burmistrzem Budapesztu był Károly Kamermayer, który sprawował urząd w latach 1873–1896, zaś nadburmistrzem – Károly Ráth (1873–1897). Są to najdłuższe kadencje w historii miasta. W 1945 r. władze komunistyczne zniosły urząd nadburmistrza – jego kompetencje częściowo przejął prezydent, wybierany przez komitet zarządzający. Z kolei w r. 1950 skasowano urzędy prezydenta i burmistrza – ich funkcję przejął przewodniczący komitetu wykonawczego miasta (Végrehajtó Bizottság). W 1990 r. przywrócono urzędy nadburmistrza i burmistrza, przy czym pierwszy tytuł odnosi się do najwyższego urzędnika Budapesztu, zaś drugi – do najwyższego urzędnika dzielnicy. Nadburmistrzem Budapesztu wybrano w wyborach powszechnych Gábora Demszkyego. Sprawował on swój urząd przez 5 kadencji – w wyborach samorządowych w 2010 r. już nie startował. Po tych wyborach zastąpił go István Tarlós.
Nadburmistrz stolicy (Főpolgármester) jest przewodniczącym samorządu stolicy, wybieranym przez obywateli. Jest jednocześnie członkiem i przewodniczącym Rady Stolicy. Reprezentuje samorząd miasta.
Zastępcy nadburmistrza nadzorują wypełnianie zadań przez samorząd. Mogą zastępować nadburmistrza w przewodniczeniu obradom Rady Stolicy. Rada wybiera jednego lub więcej zastępców na wniosek nadburmistrza w tajnym głosowaniu. Głosowane są tylko propozycje nadburmistrza – innych kandydatur się nie uwzględnia. Od wyborów w r. 2010 nadburmistrz może zaproponować dowolną osobę na swojego zastępcę; wcześniej mógł wybierać tylko spośród radnych stolicy. Jednak w przewodniczeniu Radzie Stolicy może zastępować nadburmistrza tylko ten zastępca, który jest także radnym stolicy. Zwykle jest od 3 do 5 zastępców. Prawo nakazuje, aby przynajmniej jeden był też radnym.

### Rada Stolicy
Rada Stolicy (Fővárosi Közgyűlés) składa się z nadburmistrza i wybieralnych urzędników samorządowych. W latach 1990–1994 było 88 radnych, w latach 1994–2010 66, a od 2010 r. jest 33 radnych (jeden na 50 tysięcy mieszkańców). Radnych wybierają obywatele, głosując na listy – w wyborach 2010 r. obowiązywał 5-proc. próg wyborczy dla listy jednego ugrupowania, 10-proc. dla wspólnej listy dwóch ugrupowań, 15-proc. dla wspólnej listy większej liczby ugrupowań. W wyborach wcześniejszych obowiązywał tylko jeden, 4-proc. próg dla każdej z list.
Rada Stolicy jest głównym organem samorządowym miasta, a więc to przede wszystkim ona wypełnia zadania stawiane samorządowi. Są to m.in.:
- określenie programu rozwoju miasta,
- uchwalenie planu zagospodarowania przestrzennego,
- gospodarka mieszkaniowa,
- układanie planów zapobiegania katastrofom i planów postępowania w razie ich wystąpienia,
- zaopatrzenie w wodę, gaz, ciepło oraz oczyszczanie miasta, zaopatrzenie w energię, oświetlenie ulic,
- wyznaczanie miejsc na cmentarze komunalne i utrzymanie ich,
- wyznaczanie miejsc parkingowych i określenie zasad korzystania z nich (w tym – opłat),
- kształcenie średnie i zawodowe, jeśli samorząd dzielnicy nie jest w stanie się tym zająć.

Rada określa system działania samorządu – m.in. określa, czy dane zadania wypełnia nadburmistrz, czy komisje Rady. Rada uchwala budżet miasta i wydaje zarządzenia dotyczące różnych dziedzin życia.

### Dzielnice Budapesztu
Budapeszt dzieli się na 23 dzielnice. Polskimi miejscowościami partnerskimi dzielnic budapeszteńskich są: Warszawa Bemowo (dzieln. III), Kraków Stare Miasto (dzieln. V), Siedlce (dzieln. VII), Warszawa Ochota (dzieln. XIII), Racibórz (dzieln. XIV), Kraków (dzieln. XVI), Dąbrowa Tarnowska (dzieln. XVIII), Warszawa Białołęka (dzieln. XXII).

## Gospodarka
Patrz: Historia Budapesztu, rozdz. Po 1990 roku
W przekształcaniu się Budapesztu w światową metropolię główną rolę odegrał przemysł. Już na pocz. XX w., gdy w granicach miasta nie było jeszcze przemysłowych przedmieść (jak dziś przedmieścia Pesztu czy wyspa Csepel), aż 45% pracującej ludności miasta stanowili robotnicy przemysłowi. Rozkwit przemysłu budapeszteńskiego przypada na okres od zjednoczenia miasta do I wojny światowej.
W okresie międzywojennym rozwój przemysłu był utrudniony wskutek oderwania od kraju 2/3 jego powierzchni (skutek traktatu trianońskiego), a później wskutek wielkiego kryzysu.
Po II wojnie światowej i początkowym spowolnieniu, w latach 60. rozpoczął się znów stopniowy rozwój stołecznego przemysłu. W latach 90. tendencja ta dodatkowo się nasiliła. W tym czasie przemysł budapeszteński przeszedł widoczne przekształcenia – upadło lub rozdrobniło się wiele dawnych, często znanych na świecie firm (fabryka konstrukcji stalowych, lokomotyw i taboru kolejowego Ganz-MÁVAG, stocznia w Óbudzie, fabryka turbin i urządzeń energetyki Láng Gépgyár, huty żelaza i metali nieżelaznych Weiss Manfréd na wyspie Csepel, zakłady elektrotechniczne Orion, zakłady optyczne MOM itp. – a przede wszystkim legendarna fabryka autobusów Ikarus). Upadek i restrukturyzacja wielu zakładów oznaczały wzrost bezrobocia, ale spowodowały też powstanie wielu nowych miejsc pracy w usługach i handlu. W tych dziedzinach gospodarki bezrobocie jest najmniejsze, a dochód na pracownika największy.
W Budapeszcie obecna jest prawie każda gałąź przemysłu, mimo że powoli wyprowadza się on ze stolicy do aglomeracji. W wielkim przemyśle pracuje 8% budapeszteńczyków. Główne produkty przemysłu stołecznego związane są jednak nie z potężnym niegdyś przemysłem ciężkim, ale z farmaceutyką (węgierskie firmy Egis, Chinoin, Richter Gedeon), elektrotechniką i informatyką (maszyny obliczeniowe i do transmisji danych, maszyny elektryczne, żarówki, światłowody – Tungsram).
W Budapeszcie ma siedzibę połowa ze wszystkich firm zagranicznych działających na Węgrzech lub firm węgierskich z udziałami zagranicznymi. Są to np. Magyar Telekom, General Electric, Vodafone, Telenor (największy węgierski operator sieci telefonii komórkowej, pochodzący z Norwegii). Z banków i instytucji finansowych – CIB Bank (bank węgierski w którym duży udział mają Włosi), K&H (bank węgierski, będący własnością belgijskiego KBC Bank), UniCredit, ING, Aegon (firma ubezpieczeniowa z Holandii), Allianz. W Budapeszcie otworzyły swoje regionalne centra: Volvo, Saab, Ford, Daewoo. Mają tu siedziby koncern naftowy MOL (większość udziałów mają Węgry) i największy bank Węgier – OTP Bank.
Z usług największe znaczenie ma branża turystyczna. Rocznie odwiedza Budapeszt ok. 2,5 mln turystów, w tym 2,1 mln zagranicznych, w związku z czym prężnie rozwija się hotelarstwo. Na turystów czeka ponad tysiąc restauracji, kawiarni i miejsc rozrywki, gdzie obok węgierskiej i międzynarodowej kuchni znaczące miejsce zajmują znane węgierskie wina.

## Transport

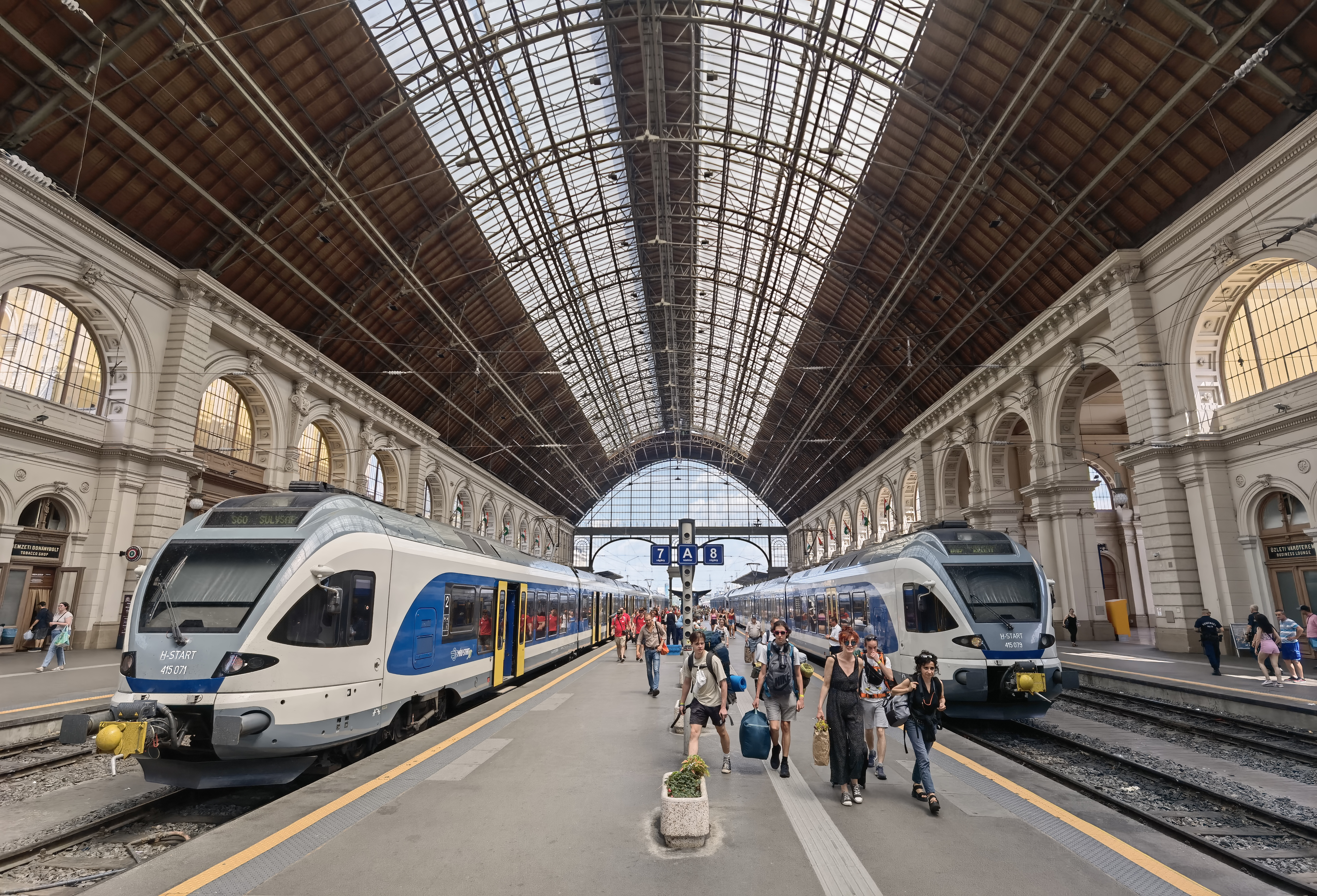
Dworzec Wschodni w Budapeszcie

Budapeszt jest węzłem komunikacyjnym o międzynarodowym znaczeniu drogowym, kolejowym, rzecznym i lotniczym (linia metra M1 – najstarsze metro w Europie kontynentalnej, dworce kolejowe Keleti, Déli, Nyugati, Budapest Kelenföldi i inne), port rzeczny Csepel, Międzynarodowy Port Lotniczy Liszt Ferenc.
Komunikacją miejską w Budapeszcie zajmuje się BKV (Budapesti Közlekedési Vállalat – Budapeszteńskie Przedsiębiorstwo Komunikacyjne). Jest odpowiedzialne za autobusy, tramwaje, trolejbusy, metro i kolejkę podmiejską HÉV. W całości stanowi własność Samorządu Stołecznego.
Wiele środków komunikacji publicznej stanowi atrakcję turystyczną: kolejka dziecięca, kolejka zębata na Wzgórze Zamkowe, kolejka zębata na Górę Széchenyiego (jako linia tramwajowa 60), kolejka linowa na Górę Jana, linia metra M1.
Ważnym elementem wpływającym na komunikację w Budapeszcie jest autostrada M0. Pełni ona rolę obwodnicy miasta, odciążając tym samym ruch wewnątrz metropolii. Korzystanie z obwodnicy jest darmowe dla pojazdów do 3,5 tony na większości odcinków, poza niewielkim fragmentem znajdującym się pomiędzy autostradami M4 a M5. Opłatę za przejazd obwodnicą Budapesztu uiszcza się wykupując węgierską winietę.

## Kultura

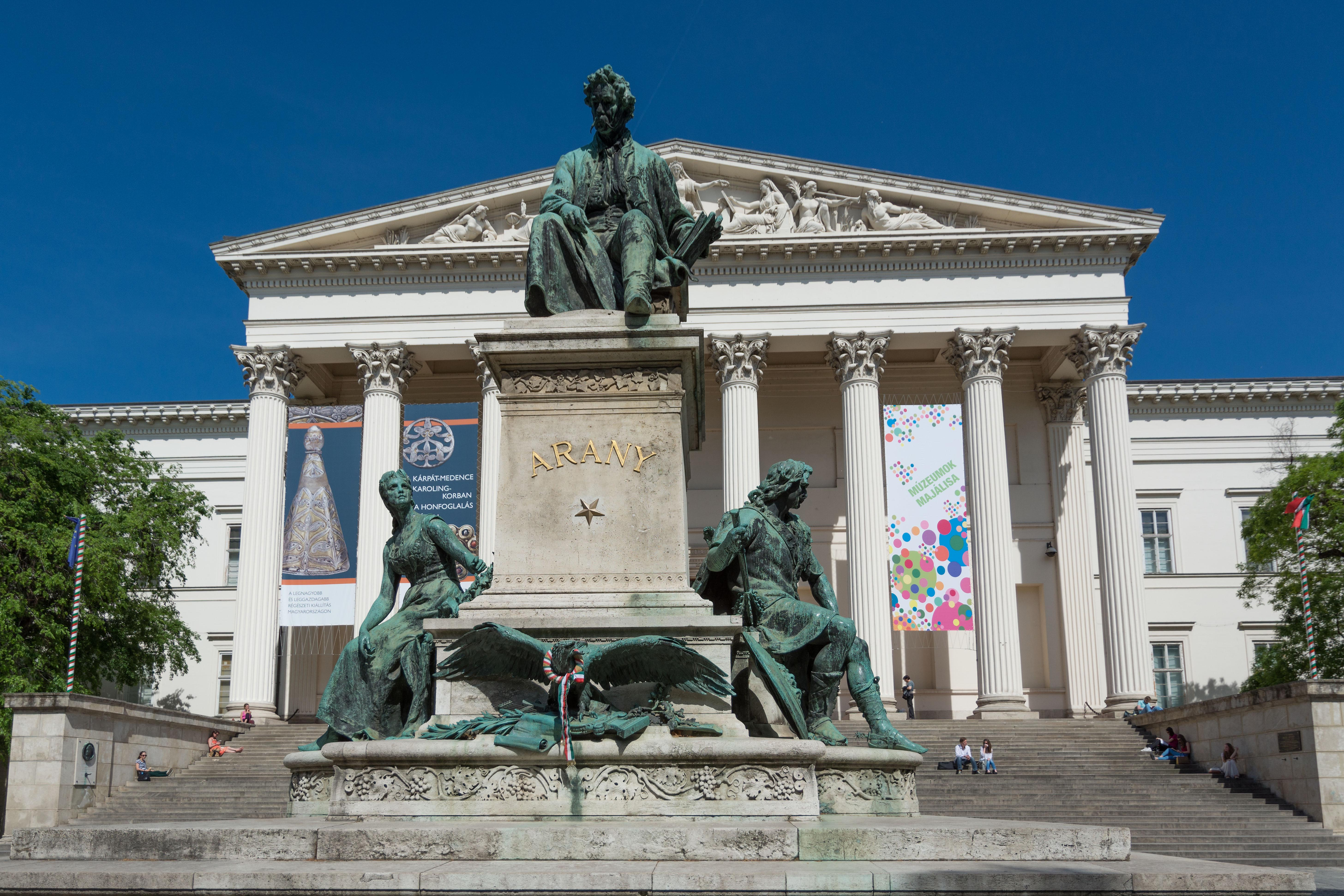
Węgierskie Muzeum Narodowe

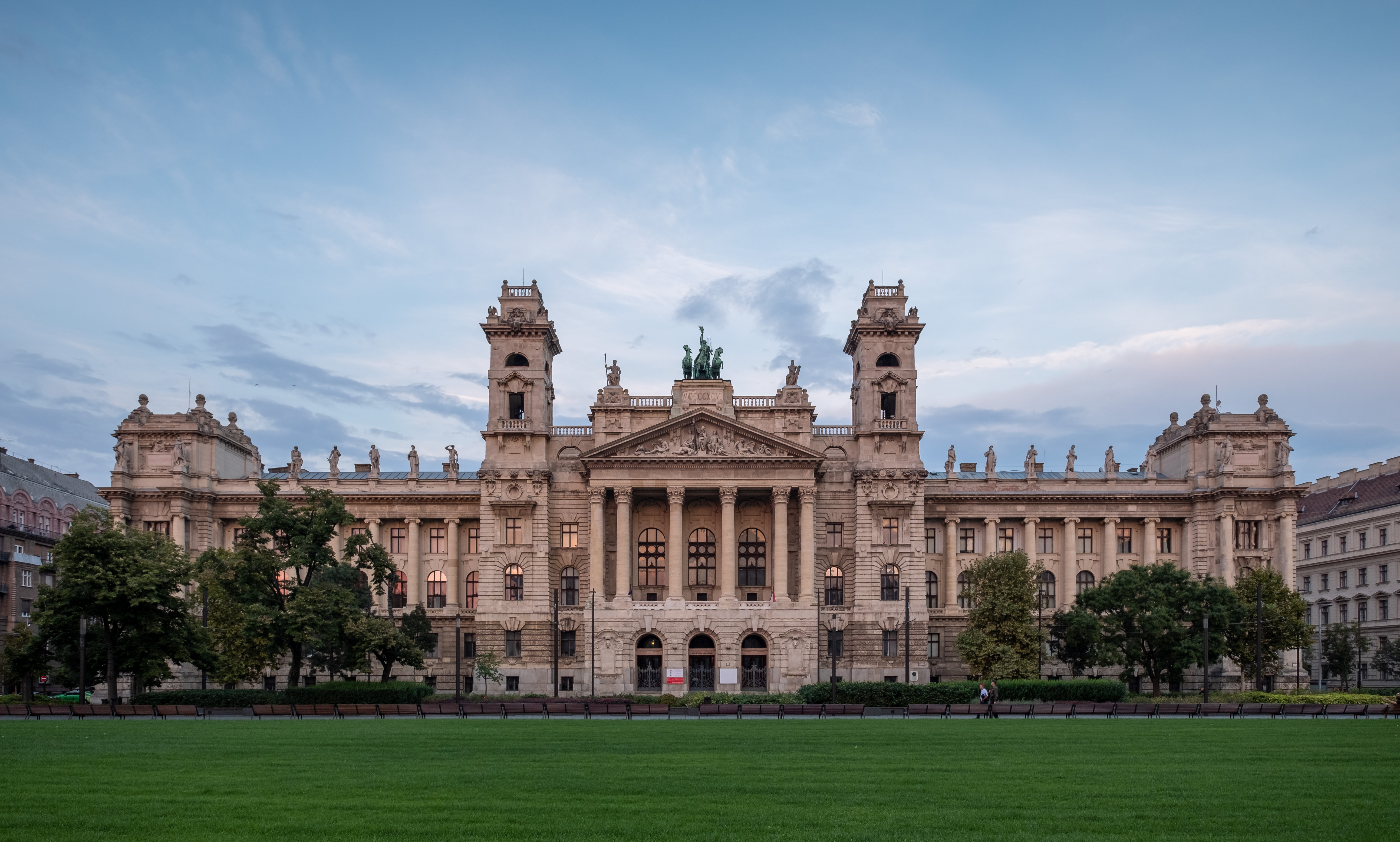
Muzeum Etnograficzne

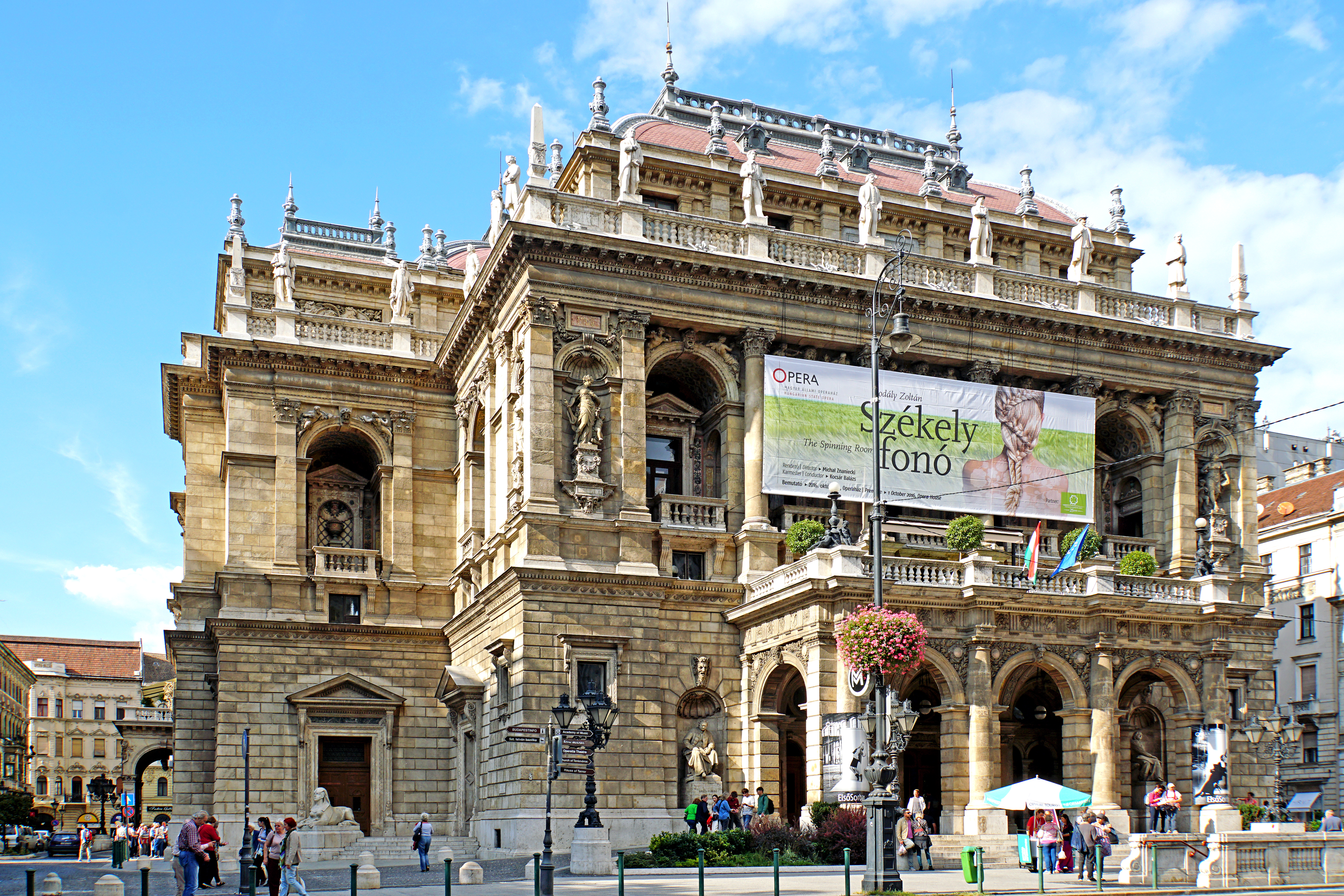
Węgierska Opera Państwowa

W Budapeszcie znajduje się 837 zabytków architektury, które reprezentują większość europejskich stylów artystycznych. Wyróżniają się budynki klasycystyczne, a zwłaszcza jedyne w swoim rodzaju zbudowane w stylu węgierskiej secesji.

### Muzea
W stolicy znajdują się 223 muzea i galerie sztuki, które gromadzą zabytki węgierskiej historii, sztuki i nauk przyrodniczych, ale także zabytki kultury i nauki światowej. Najważniejsze z nich:
- Węgierskie Muzeum Narodowe (Magyar Nemzeti Múzeum), Múzeum körút 14
- Muzeum Sztuk Pięknych (Szépművészeti Múzeum), Dózsa György út 39-41
- Muzeum Historyczne Budapesztu (Budapesti Történeti Múzeum), Szent György tér 2 (w Zamku Królewskim)
- Pałac Sztuki (Műcsarnok), Dózsa György út 37
- Muzeum Etnograficzne (Néprajzi Múzeum), Kossuth Lajos tér 12
- Pałac Sztuk (Művészetek Palotája), Komor Marcell utca 1
- Muzeum Sztuki Stosowanej (Magyar Iparművészeti Múzeum), Üllői út 33-37
- Terror Háza (Dom Terroru), Andrássy út 60
- Muzeum Aquincum (Aquincumi Múzeum), Szentendrei út 135-139

### Teatry
W Budapeszcie jest 40 teatrów, 6 sal koncertowych i Opera. W lecie odbywają się liczne festiwale, koncerty i przedstawienia na wolnym powietrzu – często na dziedzińcach zabytkowych budynków. Najważniejsze teatry to:
- Nemzeti Színház (Teatr Narodowy), Bajor Gizi Park 1
- Magyar Állami Operaház (Węgierska Opera Państwowa), Andrássy út 22
- Vígszínház (Teatr Komedii), Szent István körút 14
- Pesti Vigadó (Sala koncertowa Vigadó), Vigadó ter 2
- Lasertheater (teatr laserowy w planetarium w Parku Ludowym (Népliget) działający w latach 1980–2010 i wyświetlający sześć razy w tygodniu światła do muzyki znanych wykonawców)

### Wydarzenia kulturalne
- Budapeszteński Festiwal Wiosenny (Budapesti Tavaszi Fesztivál) – działa od 1981 r.; w drugiej połowie marca na ponad 50 scenach odbywa się ok. 200 wydarzeń: koncerty muzyki poważnej i popularnej, przedstawienia teatralne, filmy, imprezy na wolnym powietrzu[21].
- Parada Budapeszteńska (Budapest Parádé) – działa od 2000 r., odbywa się w ostatnią sobotę sierpnia. Jest to pochód w stylu berlińskiej Loveparade, ale muzyka tam prezentowana to nie tylko techno, ale także rock czy rap.
- Budapeszteński Festiwal Jesienny (Budapesti Őszi Fesztivál) – działa od 1992 r., jest to festiwal, prezentujący osiągnięcia wszystkich dziedzin sztuki współczesnej[22].
- Sziget Fesztivál – festiwal muzyki młodzieżowej, działający od 1993 roku i odbywający się w pierwszym tygodniu sierpnia na wyspie Óbudai (stąd nazwa – sziget = wyspa)[23].

## Nauka i szkolnictwo wyższe
W Budapeszcie działa wiele znanych w Europie bibliotek naukowych, które nieraz są w posiadaniu unikatowych zbiorów. Jest to np. Biblioteka Państwowa im. Széchényiego (Országos Széchényi Könyvtár), która pełni funkcję biblioteki narodowej. Mieści się w Zamku Królewskim. Gromadzi np. rękopisy pochodzące sprzed chwili wynalezienia druku. Dla „zwykłych” mieszkańców Budapesztu przeznaczona jest Biblioteka Stołeczna im. Erwina Szabó (Fővárosi Szabó Ervin Könyvtár). Inne biblioteki to m.in.: Biblioteka Uniwersytetu im. Loránda Eötvösa (Eötvös Loránd Tudományegyetem Könyvtára), Biblioteka Parlamentu, Państwowa Biblioteka Zbiorów w Językach Obcych (Országos Idegennyelvű Könyvtár).

### Uczelnie

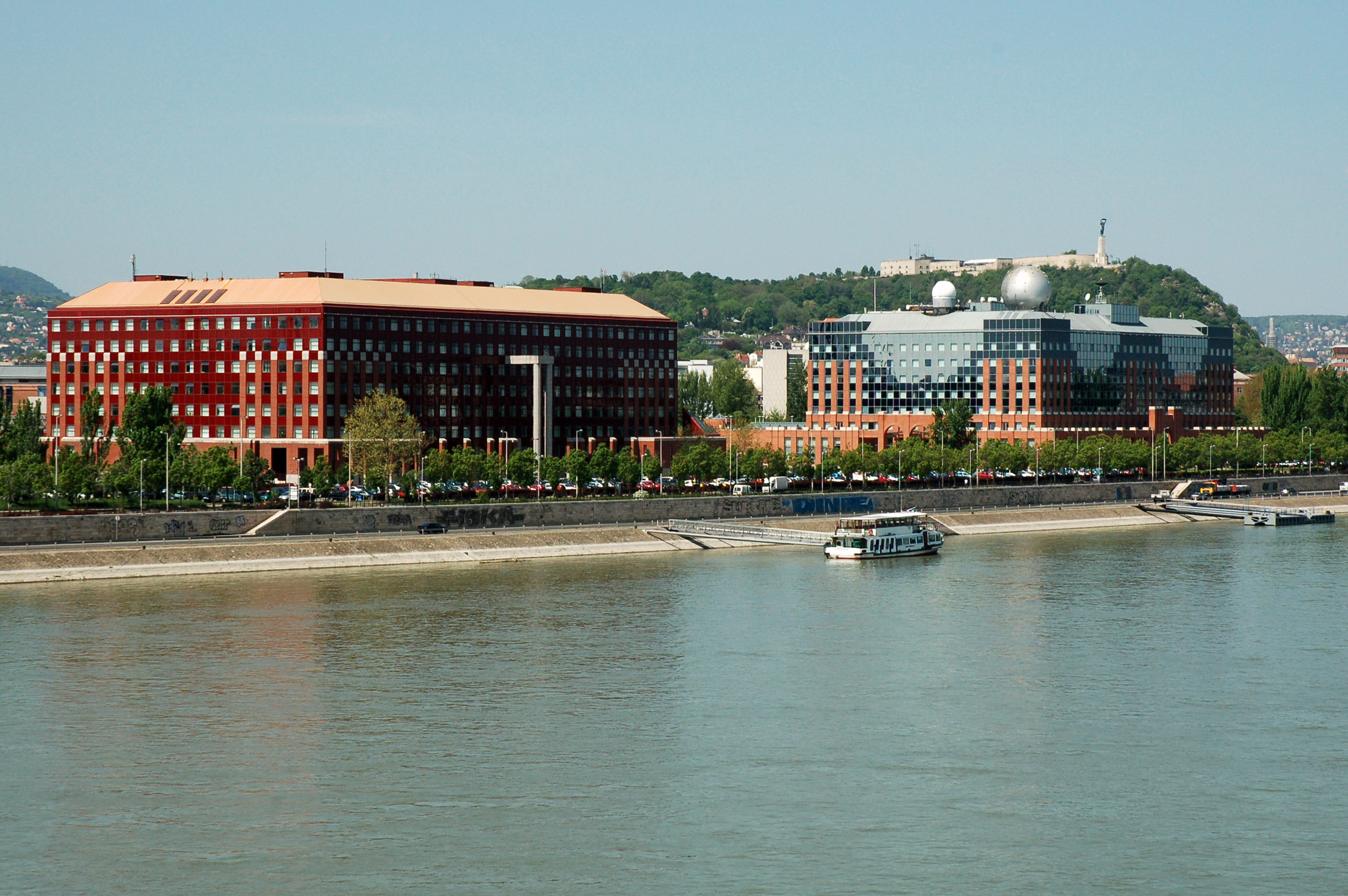
Kampus Uniwersytetu Loránda Eötvösa w Kelenföld (Lágymányos) (w tle – cytadela na Górze Gellerta)

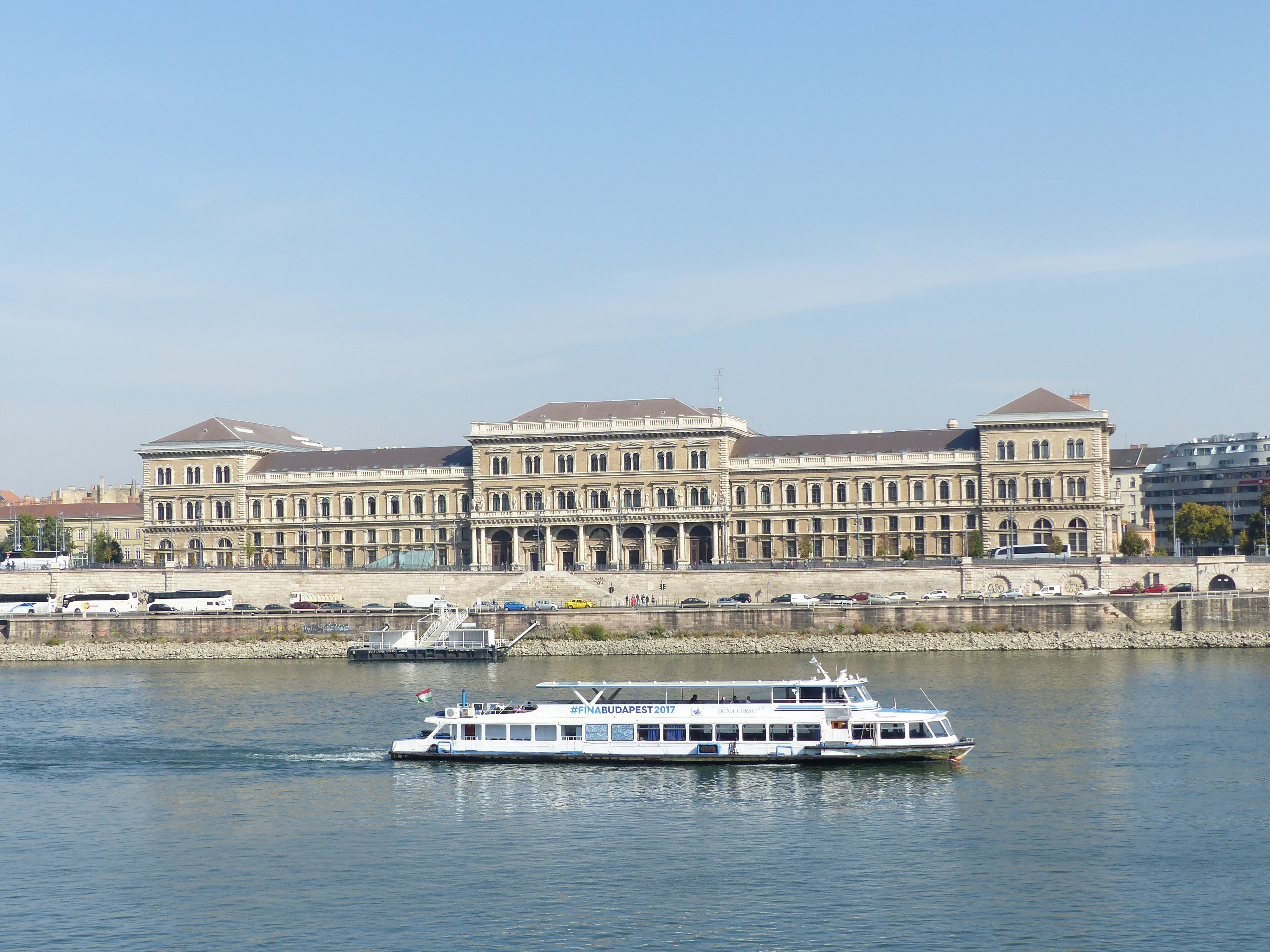
Gmach główny Budapesti Corvinus Egyetem

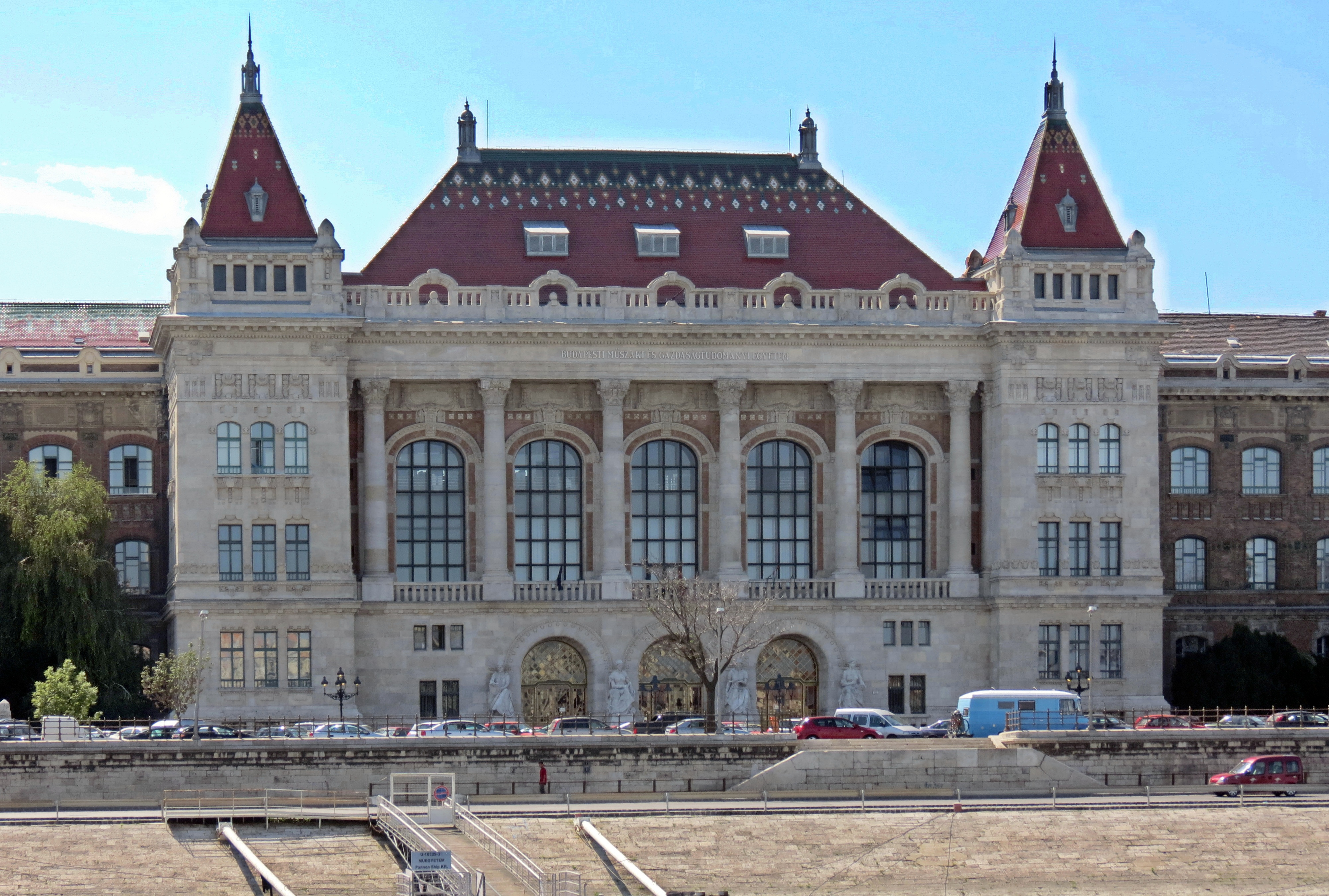
Gmach główny politechniki budapeszteńskiej

- Uniwersytet Loránda Eötvösa (Eötvös Loránd Tudományegyetem, ELTE) – założony w 1635 r. jako Nagyszombati Egyetem (od lokalizacji – miasta Nagyszombat, ob. Trnawa w zach. Słowacji), jest najstarszą i jedną z największych węgierskich uczelni wyższych. W 1777 r. przeniesiony do Budy, potem do Pesztu, nosił nazwę Uniwersytetu Peszteńskiego, potem Budapeszteńskiego, a znanego fizyka węgierskiego Loránda Eötvösa przyjął za patrona w 1950 r. Uniwersytet ma 8 wydziałów (jest ich mało, ale są one bardziej „pojemne” niż na polskich uniwersytetach – np. na Wydziale Nauk Przyrodniczych uczy się biologii, chemii, fizyki, geografii i matematyki, a na Wydziale Humanistycznym – filologii węgierskiej oraz obcych współczesnych i starożytnych, etnografii, historii). Uczy się tam ponad 32 tys. studentów[24].
- Uniwersytet Korwina w Budapeszcie (Budapesti Corvinus Egyetem), BCE – założony w 1948 r., ale za prawnego poprzednika uważa się powstały w 1920 r. Wydział Ekonomii Węgierskiego Uniwersytetu Królewskiego (dzisiejszego Uniwersytetu Loránda Eötvösa). Uniwersytet Corvinus początkowo nosił nazwę Węgierskiego Uniwersytetu Ekonomicznego (z patronem Karolem Marksem). W 2000 r. połączył się z Wyższą Szkołą Administracji Państwowej (Államigazgatási Főiskola), a w 2003 wchłonął znajdujące się w Budapeszcie wydziały Uniwersytetu św. Stefana w Gödöllő – z tą chwilą przyjął obecną nazwę. Uniwersytet ma 7 wydziałów, uczy się tam 18 tys. studentów[25].
- Budapeszteński Uniwersytet Techniczno-Ekonomiczny (Budapesti Műszaki és Gazdaságtudományi Egyetem, BME) – politechnika, założona w 1782 r. Jej początkiem był instytut o nazwie Institutum Geometricum, powstały w ramach wydziału humanistycznego uniwersytetu w Budzie. Była to pierwsza instytucja cywilna w Europie kształcąca inżynierów – o 12 lat wcześniejsza niż paryska École Polytechnique. W 1856 instytut stał się politechniką (Joseph Polytechnicum), z językiem wykładowym początkowo niemieckim, od 1860 węgierskim. Uniwersytet wielokrotnie zmieniał nazwę – obecną przyjął w roku 2000. Uniwersytet ma 8 wydziałów, uczy się tam 24 tys. studentów[26].
- Uniwersytet w Óbudzie (Óbudai Egyetem) – politechnika, powstała w styczniu 2010 r. z Budapeszteńskiej Technicznej Szkoły Wyższej po podniesieniu przez Parlament rangi tej ostatniej. Za jej poprzednika uważa się pierwszy uniwersytet na terenie Budapesztu – założony przez króla Zygmunta Luksemburskiego w r. 1395, który przerwał działalność w latach 20 XV w. Uczelnia ma 5 wydziałów i 14 tys. studentów[27]
- Ewangelicki Uniwersytet Teologiczny (Evangélikus Hittudományi Egyetem) – założony w 1892 r., ale za jego prawnego poprzednika uważa się działające od 1557 r. Gimnazjum Ewangelickie z Sopronu. W latach 1951–1998 działał jako Ewangelicka Akademia Teologiczna. Uniwersytet kształci duchownych ewangelickich. Ma 150 studentów i 7 katedr (nie ma wydziałów)[28].
- Uniwersytet Kościoła Reformowanego im. Gáspára Károliego (Károli Gáspár Református Egyetem) – założony w 1855 r. jako Budapeszteńska Akademia Teologiczna. Obecną nazwę przyjął w 1993 r. Kształci duchownych kalwińskich. Ma 4 wydziały[29].
- Uniwersytet Muzyczny im. Ferenca Liszta (Liszt Ferenc Zeneművészeti Egyetem) – założony w 1875 r. jako Akademia Muzyczna; jej pierwszym rektorem był właśnie Ferenc Liszt[30].
- Węgierski Uniwersytet Sztuk Pięknych (Magyar Képzőművészeti Egyetem) – założony w 1871 r. jako Magyar Királyi Mintarajztanoda és Rajztanárképezde (≈ Węgierskie Królewskie Studium Rysunku i Nauczania Rysunku), obecną nazwę przyjął w 2001 r. (wcześniej był akademią)[31].
- Uniwersytet Semmelweisa – uniwersytet medyczny, założony w 1969 r. jako Uniwersytet Medyczny im. Semmelweisa. W 2000 r., po połączeniu z Węgierskim Uniwersytetem Wychowania Fizycznego przyjął obecną nazwę. Patronem jest I.F. Semmelweis, węgierski położnik i pionier antyseptyki. Uniwersytet ma 6 wydziałów[32].
- Uniwersytet Filmowy i Teatralny (Színház- és Filmművészeti Egyetem) – założony w 1865 r. jako Studium Teatralne (Színészeti Tanoda), obecną nazwę przyjął w r. 2000 (wcześniej był akademią)[33]
- Uniwersytet Obrony Narodowej im. Miklósa Zrínyiego (Zrínyi Miklós Nemzetvédelmi Egyetem) – jedyna wojskowa szkoła wyższa na Węgrzech. Za jej prawnego poprzednika uważa się Węgierską Królewską Wojskową Akademię Honwedów (Magyar Királyi Honvéd Hadiakadémia), założoną w 1920 r. Została rozwiązana w 1945 r., a kształcenie wojska przejęła założona w 1947 r. Wojskowa Akademia Honwedów (Honvéd Hadiakadémia). Obecny uniwersytet powstał w 1996 r. w wyniku kolejnych przekształceń tej akademii oraz jej następców. Ma dwa wydziały (inżynierii wojskowej i wojskowości). Patronem szkoły jest Miklós Zrinyi – poeta i żołnierz, bohater walk z Turkami w XVII wieku[34].

## Turystyka

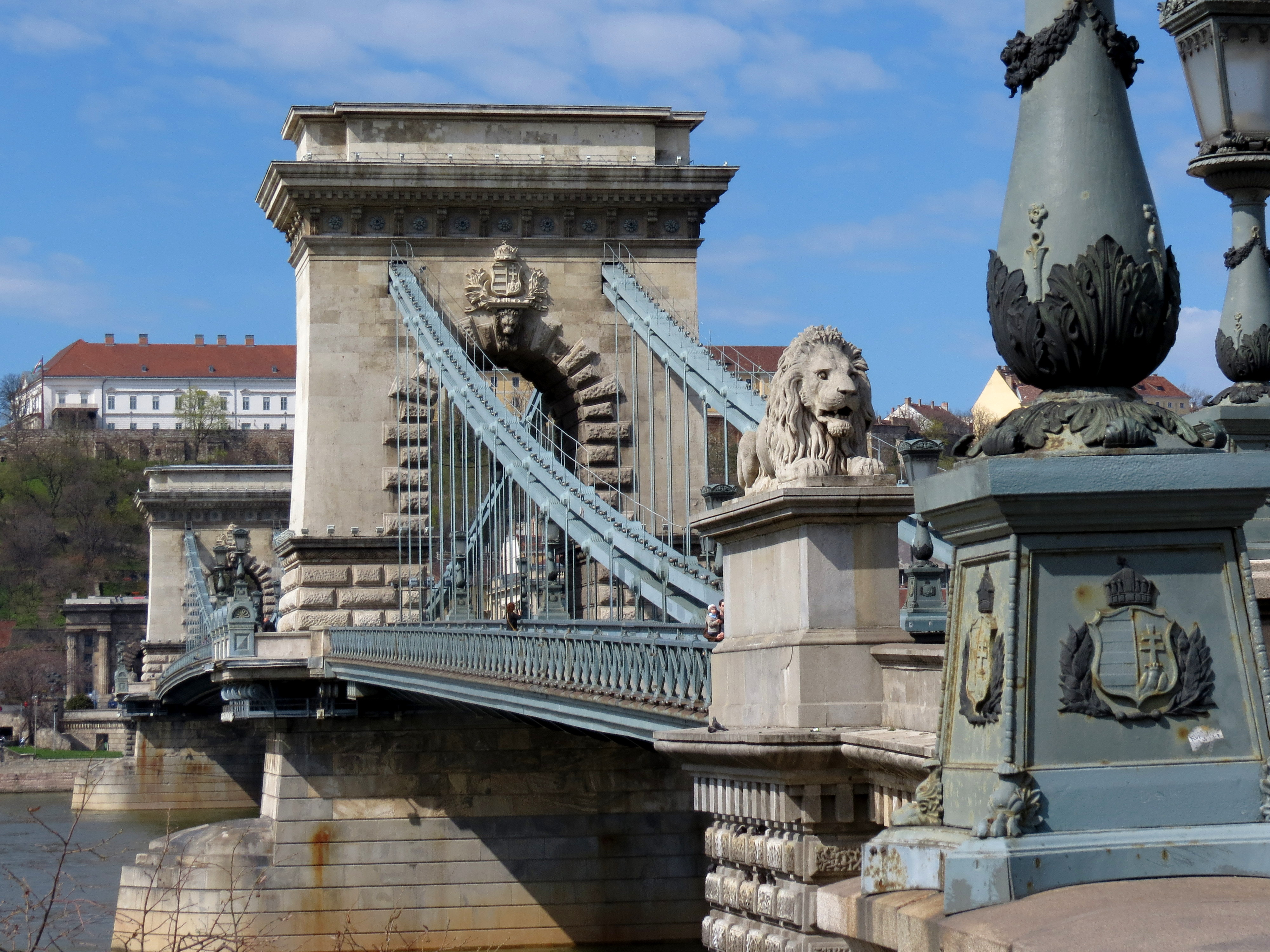
Most Łańcuchowy

Budapeszt odwiedziło w 2010 r. prawie 2,5 mln turystów, w tym 2,1 mln zagranicznych.
Na listę obiektów światowego dziedzictwa kultury wpisano Zamek Królewski w Budzie, brzeg Dunaju, aleję Andrássyego wraz z otoczeniem, pierwszy odcinek budapeszteńskiego metra – linię M1 (tzw. Milenijna Kolej Podziemna) i plac Bohaterów (Hősök tere). W mieście znajdują się liczne pomniki, kościoły, pałace, zabytki z czasów starożytnych, średniowiecznych i okupacji tureckiej, budynki użyteczności publicznej i mieszkalne w stylach barokowym, klasycystycznym, neorenesansowym, eklektycznym i secesyjnym. Są tu 223 muzea i galerie, wśród nich wiele o randze międzynarodowej.
Dla turysty dużą atrakcją są budapeszteńskie mosty: Most Łańcuchowy (inaczej Most Łańcuchowy Széchenyiego, Széchenyi lánchíd), Most Małgorzaty (Margit híd), Most Wolności (Szabadság híd) czy też najbardziej rozpoznawalny dla obcokrajowców Most Elżbiety (Erzsébet híd).
Ulubionym celem turystów są też parki: Városliget i Népliget w Peszcie, parki na Wyspie Małgorzaty i na wyspie Óbudai.
Budapeszt jest znanym miastem uzdrowiskowym – posiada 10 łaźni leczniczych i liczne źródła mineralne oraz termalne. Wiele z łaźni oraz pijalni stanowi zabytek architektury i atrakcję turystyczną.
Najbardziej znanym „deptakiem” z drogimi, markowymi sklepami jest Váci utca – niedaleko peszteńskiego brzegu Dunaju, między Mostem Łańcuchowym a Mostem Elżbiety. Coraz modniejsza i droższa staje się też al. Andrássyego, zwłaszcza odcinek południowy – od pl. F. Deáka do Oktogonu. Spośród targowisk najpopularniejsze wśród turystów (i największe) jest Targowisko Centralne (Központi Vásárcsarnok) w Peszcie przy Moście Wolności.

### Łaźnie lecznicze

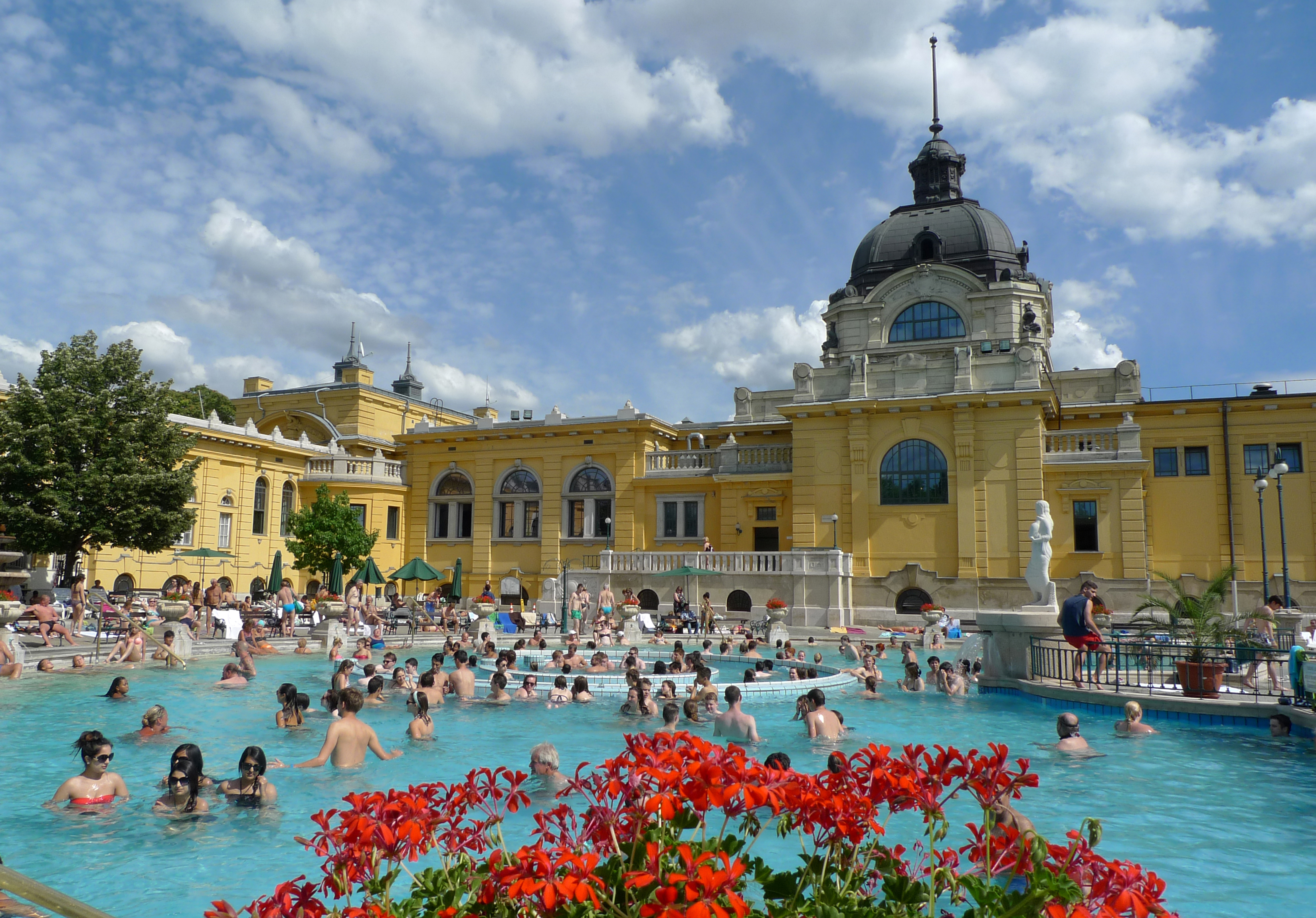
Łaźnie Széchenyiego

Budapeszt jest szeroko znany jako miejscowość uzdrowiskowa. W wielu punktach miasta znajdują się ciepłe źródła lecznicze, które są od wieków wykorzystywane przez mieszkańców i przyjezdnych – zawarte w wodach jony pomagają na wiele schorzeń (zwłaszcza na reumatyzm i astmę). Najsłynniejsze łaźnie to:
- Łaźnia Széchenyiego (Széchenyi Fürdő) – największy kompleks term i basenów w Europie, położony w parku Városliget (Peszt). Wody do kąpieli zawierają sód, wodorowęglan wapnia i magnezu, siarczany, fluorki. Woda pitna zawiera wodorowęglan wapnia i magnezu, chlorki, siarczany i fluorki. Wody pomagają głównie na choroby stawów, brak wapnia w kościach, problemy z żołądkiem, nerkami, pęcherzykiem żółciowym[35].
- Łaźnia Rudas (Rudas gyógyfürdő) – łaźnia turecka k. Zamku. Woda tylko do kąpieli, jest radioaktywna, zawiera sód, wodorowęglan wapnia i magnezu oraz siarczany. Pomaga na choroby stawów, dyskopatię, niedobór wapnia w kościach[36].
- Łaźnia Gellerta (Gellért gyógyfürdő) – przy hotelu „Gellert” (przy budańskim końcu Mostu Wolności), jej początki sięgają XIII w. Woda zawiera sód, wodorowęglan wapnia i magnezu, siarczany i chlorki. Pomaga na choroby stawów, kręgosłupa, dyskopatię, zwężenie żył, problemy z krążeniem, astmę[37].
- Łaźnia św. Łukasza (Szent Lukács Gyógyfürdő) – jedna z najstarszych łaźni budapeszteńskich, wspominana już w dokumentach z czasów cesarza Klaudiusza. Położona w II dzielnicy, niedaleko na północ od Mostu Małgorzaty. Woda zawiera sód, wodorowęglan wapnia i magnezu, siarczany i chlorki. Pomaga na choroby stawów, skrzywienie kręgosłupa, dyskopatię, niedobór wapnia w kościach[38].

### Najważniejsze obiekty
Buda:
- Wzgórze Zamkowe:

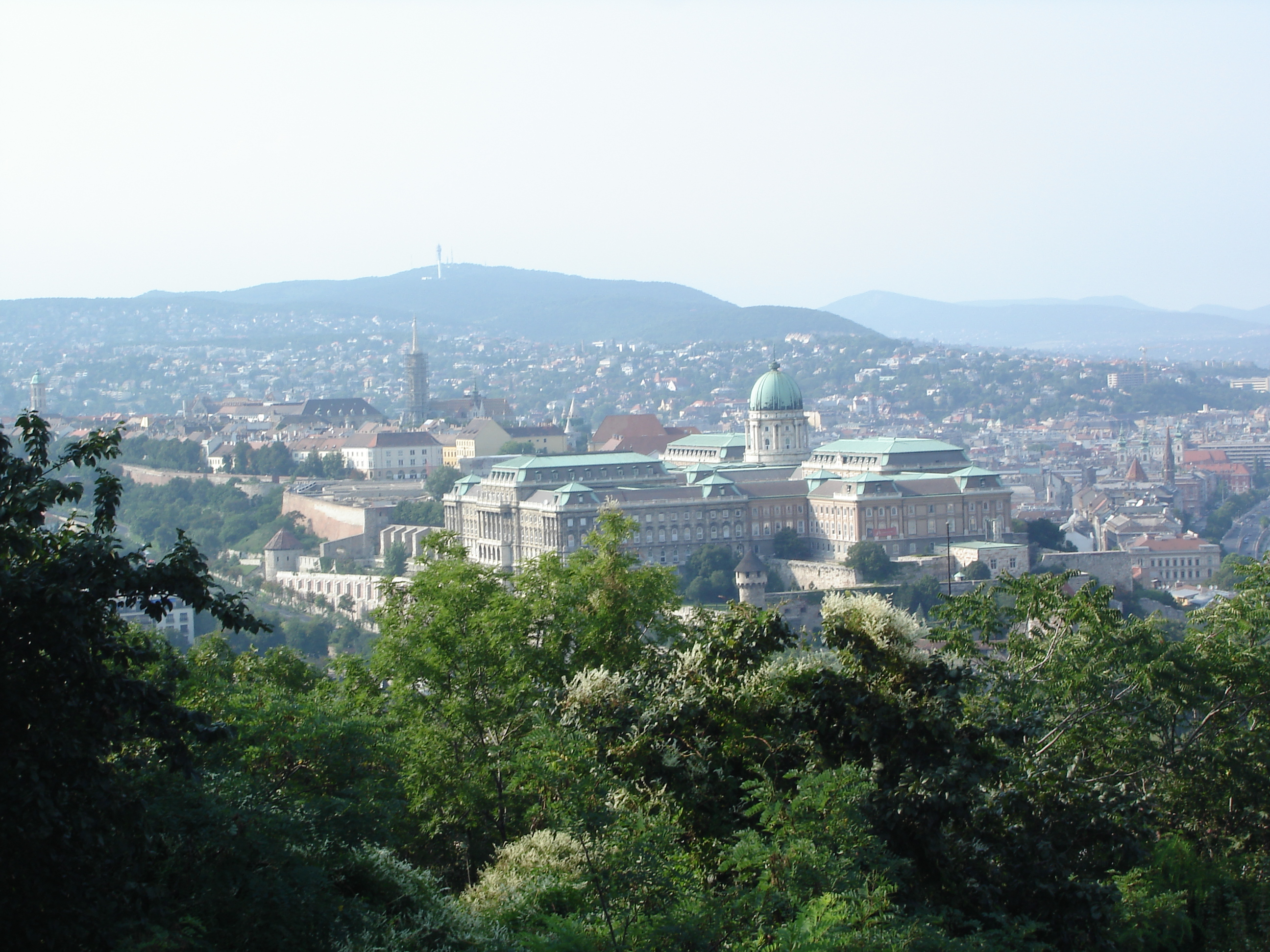
Zamek Królewski

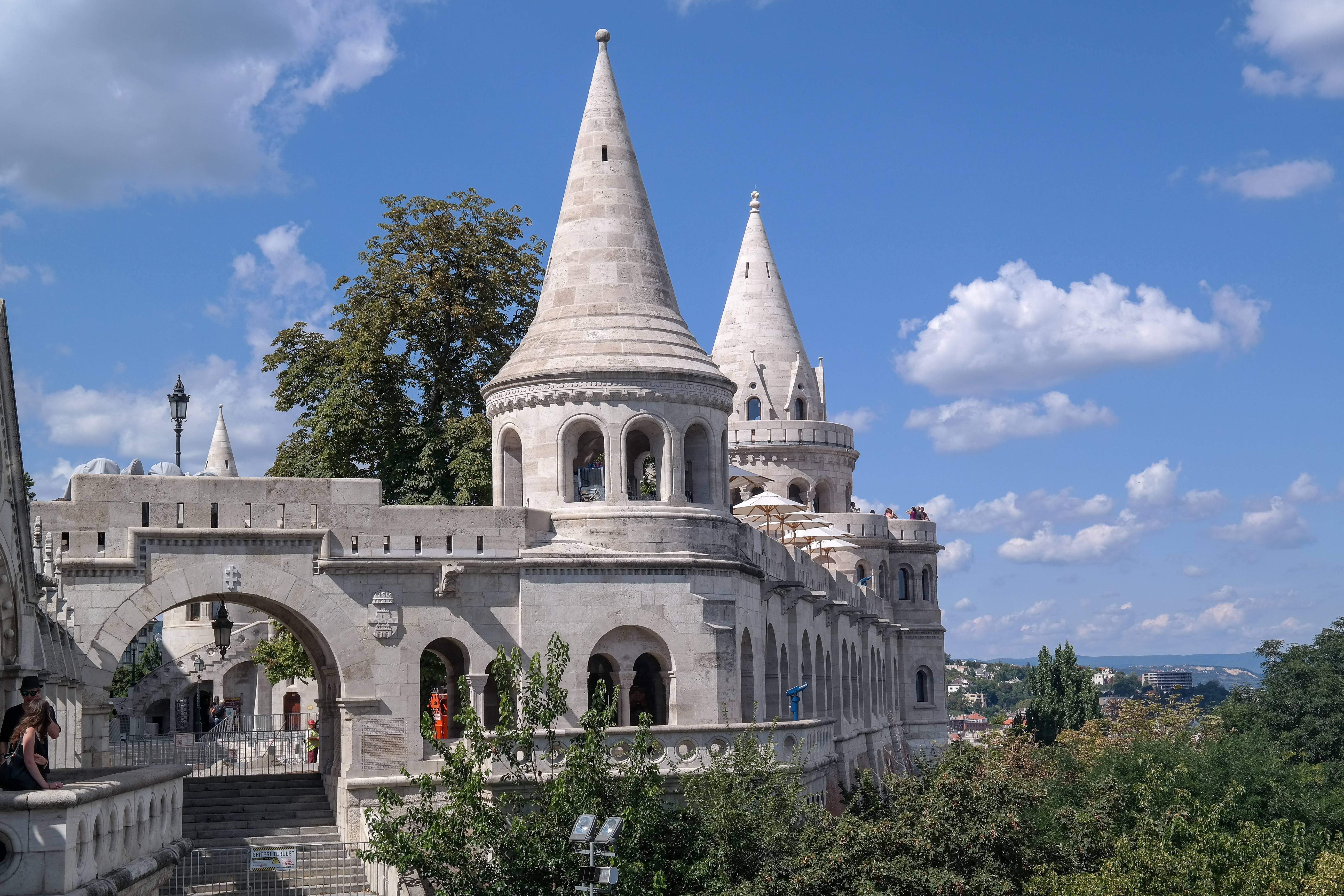
Baszta Rybacka

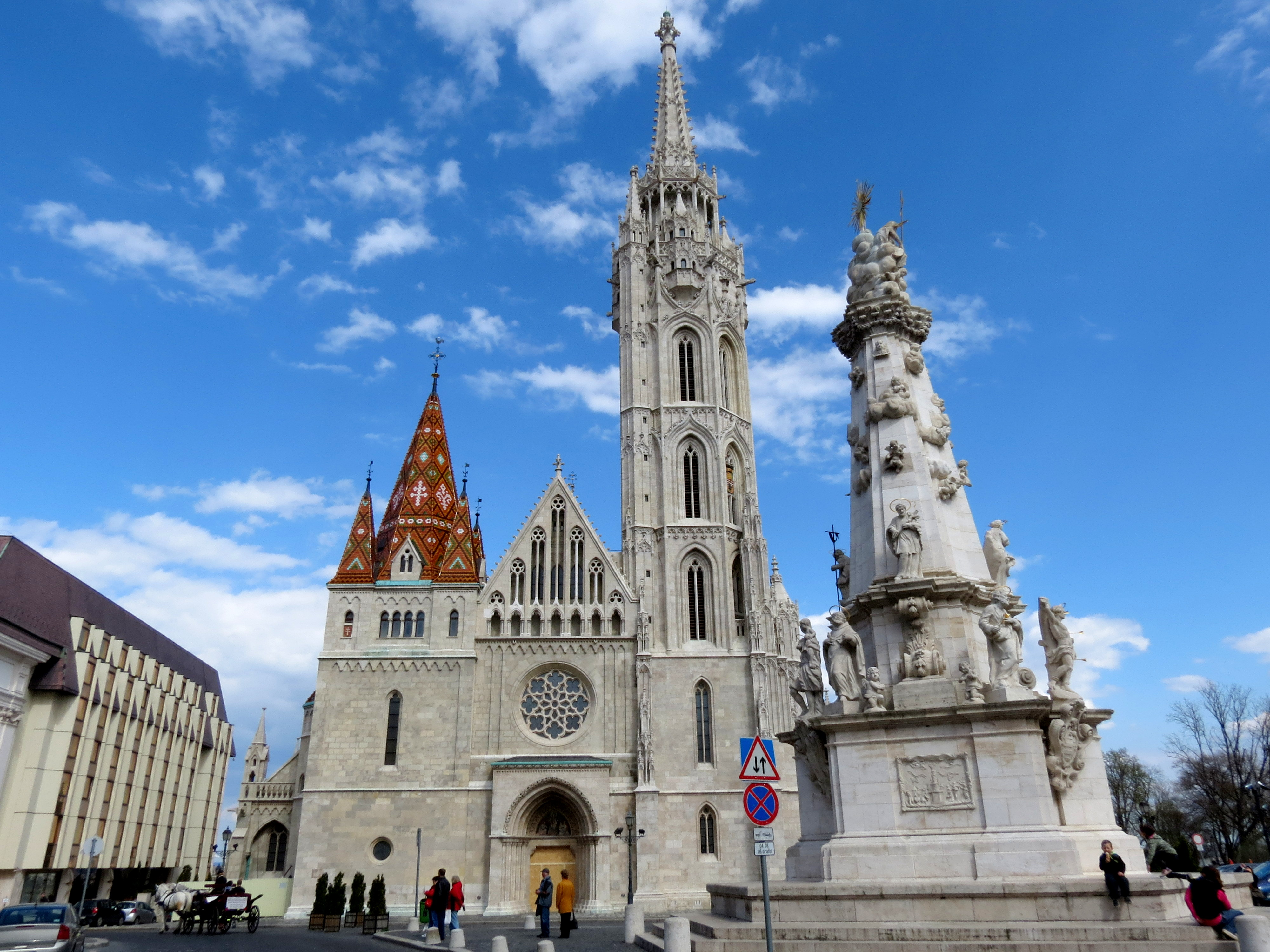
Kościół Macieja

  - gotycki kościół Macieja (pod wezwaniem Najświętszej Marii Panny), z wysoką, smukłą wieżą; miejsce koronacji królów Węgier, jedno z miejsc spoczynku władców Węgier,
  - neoromańska Baszta Rybacka (Halászbástya) – koło kościoła św. Macieja, punkt widokowy na Dunaj i Peszt,
  - Zamek Królewski – siedziba Węgierskiej Biblioteki Narodowej (Országos Széchényi Könyvtár) i kilku muzeów,
  - Stare Miasto;
- Góra Gellerta:
  - Pomnik Wolności,
  - cytadela;
- Koleje miejskie:
  - kolej zębata (sikló) spod Mostu Łańcuchowego na wzgórze budańskie,
  - kolej krzesełkowa na Górę Jana (János hegy) – najwyższe wzgórze Budapesztu,
  - kolejka dziecięca – kolej wąskotorowa na wzgórzach przy zachodniej granicy miasta, obsługiwana przez dzieci (oprócz maszynisty),
  - kolej zębata (Fogaskerekű vasút) w XII dzielnicy, łączy okolice dawnego pl. Moskiewskiego (ob. pl. Kálmána Szélla) z pd. stacją kolejki dziecięcej;
- wieża widokowa (wieża Elżbiety) z 1910 r. na Górze Jana,
- jaskinia w dolinie Pawła (Pál-völgyi-cseppkőbarlang) – w II dzielnicy, ok. 2 km na zachód od Wyspy Małgorzaty, z licznymi naciekami o ciekawych formach,
- łaźnie tureckie z XVI wieku (Rudas gyógyfürdő i Király gyógyfürdő) pod Wzgórzem Zamkowym,
- türbe Gül Baby – mauzoleum derwisza osmańskiego z XVI wieku, w Budzie (Rózsadomb), przy Moście Małgorzaty,
- Aquincum – pozostałości po mieście starożytnych Rzymian, w III dzielnicy, naprzeciw północnego krańca wyspy Óbudai.

Pest:
- budynek parlamentu,
- Bazylika św. Stefana, niedaleko południowego końca al. Andrássyego,
- Váci utca – deptak z reprezentacyjnymi sklepami i zabytkowymi kamienicami w południowej części V dzielnicy
- secesyjne i neoklasyczne gmachy publiczne (parlament, opera przy al. Andrássyego, Muzeum Narodowe w VIII dzielnicy),
- Hősök tere (plac Bohaterów) koło parku Városliget – z Pomnikiem Milenijnym oraz z Muzeum Sztuk Pięknych (Szépművészeti Múzeum), w którym znajduje się bogata kolekcja malarstwa europejskiego,
- Wielka Synagoga w Budapeszcie – największa w Europie, u zachodniego krańca VII dzielnicy, blisko pl. F. Deáka,
- Stadion im. Ferenca Puskása (d. Stadion Ludowy – Népstadion) – w XIV dzieln., niedaleko Dw. Keleti,
- Milenijna Kolej Podziemna – druga najstarsza linia metra w Europie (po londyńskiej) – zaczyna się przy Váci utca, a kończy tuż za parkiem Városliget.
- al. Andrássyego w Peszcie, łącząca pl. F. Deáka z pl. Bohaterów:
  - Secesyjne kamienice na południowym odcinku alei,
  - Opera (odcinek południowy)
  - Muzeum Terroru – przy północnym odcinku: budynek, w którym mieli siedzibę węgierscy faszyści (strzałokrzyżowcy), a następnie ÁVO – stalinowska służba bezpieczeństwa. Obecne muzeum dokumentuje zbrodnie totalitaryzmu i upamiętnia ofiary rewolucji 1956 r.
- Park Városliget:
  - Zamek Vajdahunyad,
  - Ogród Zoologiczny,
  - Łaźnie Széchenyiego;

Poza tym:
- barokowe pałace i kościoły (m.in. Paulinów, św. Anny, Elżbietanek)
- mosty: Łańcuchowy, Małgorzaty, Wolności, Elżbiety.

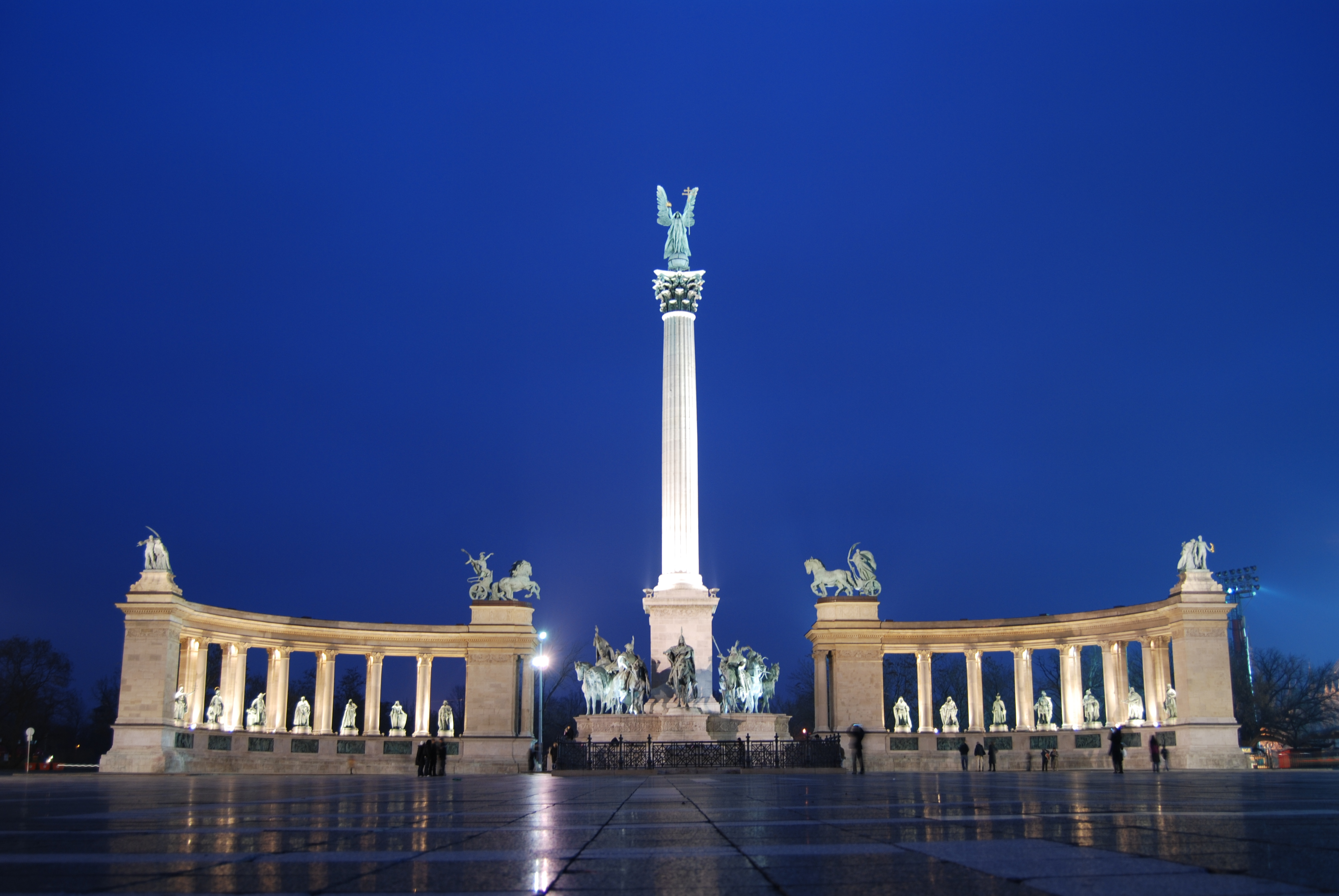
Plac Bohaterów
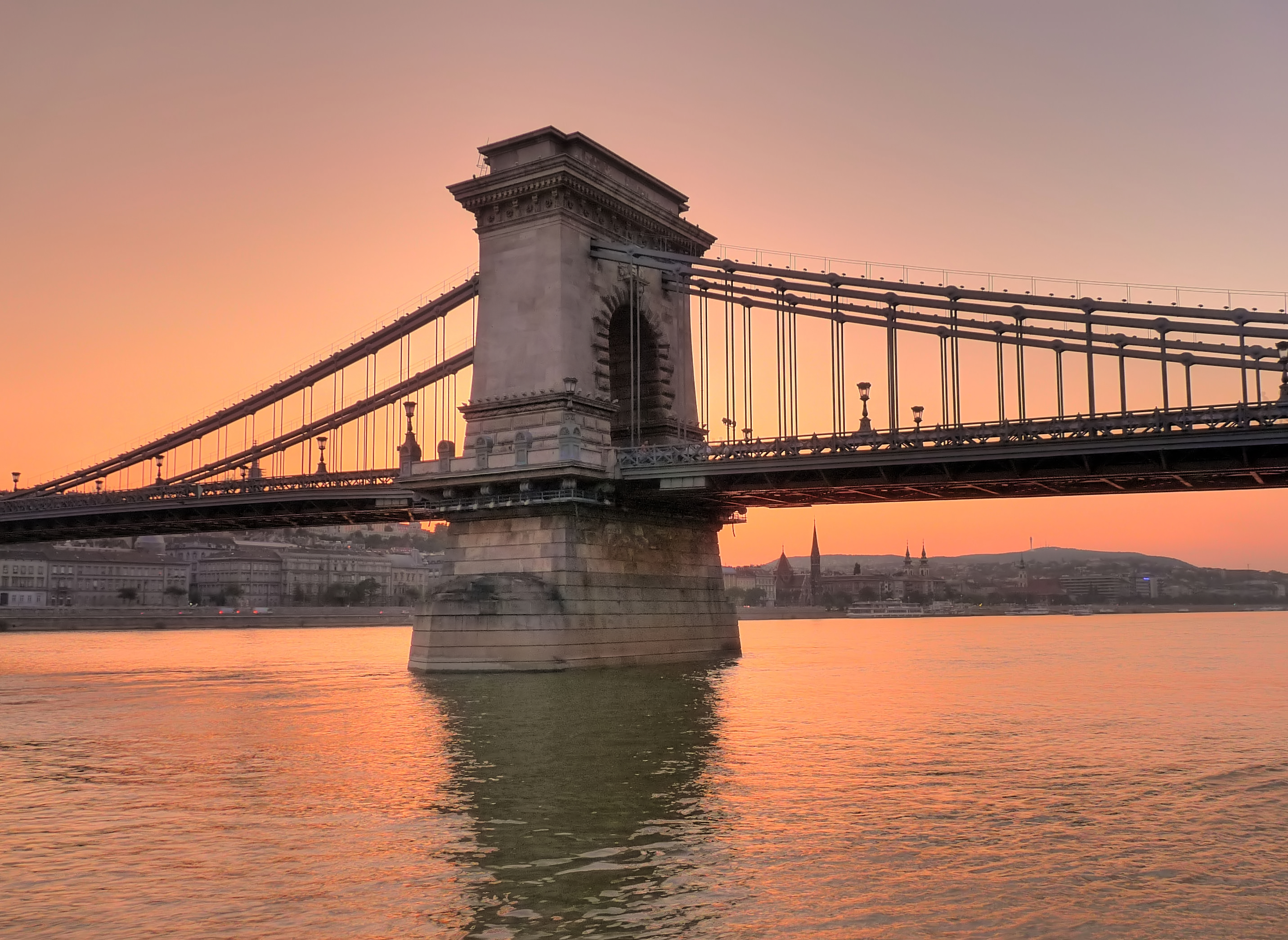
Most Łańcuchowy
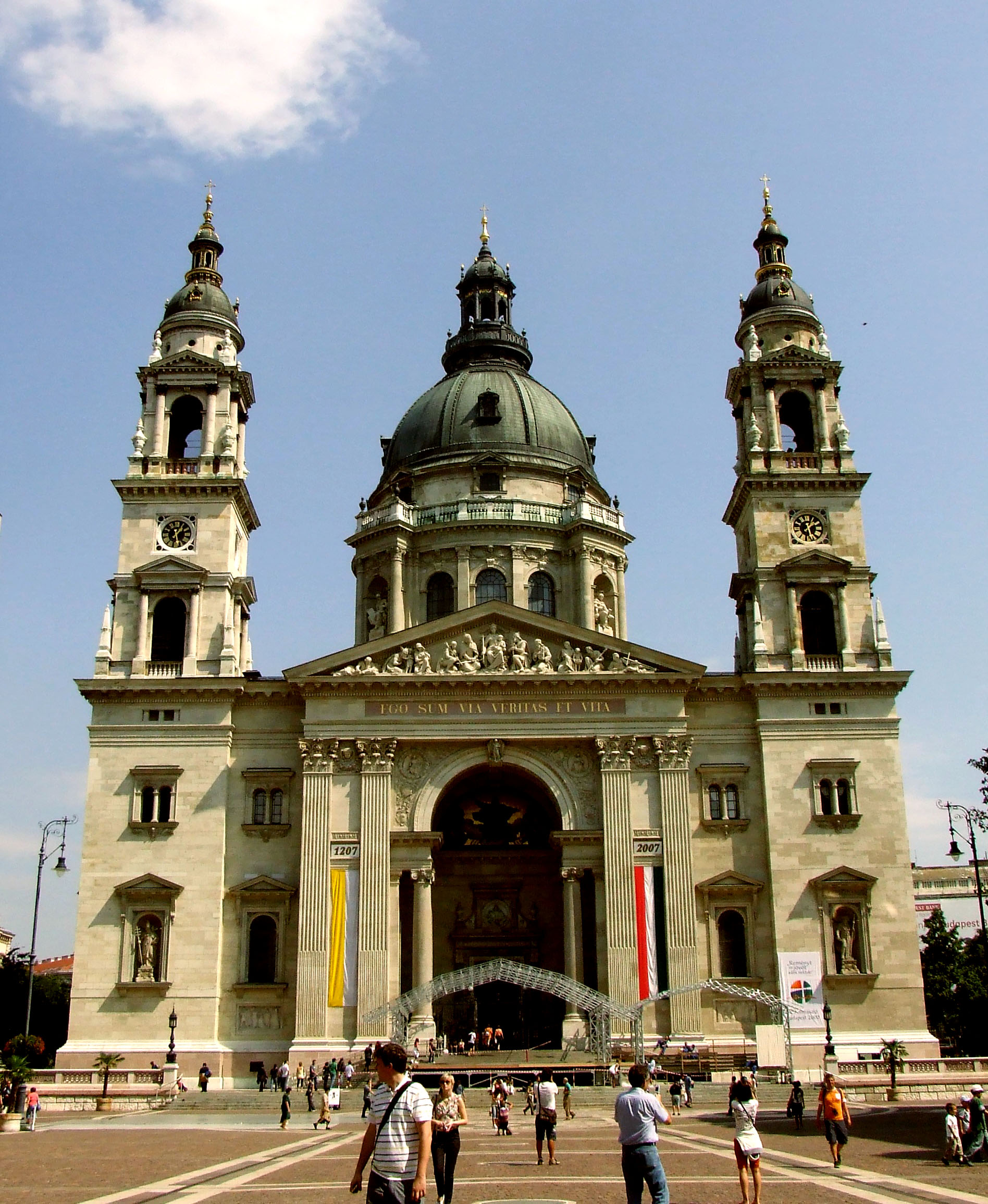
Bazylika św. Stefana
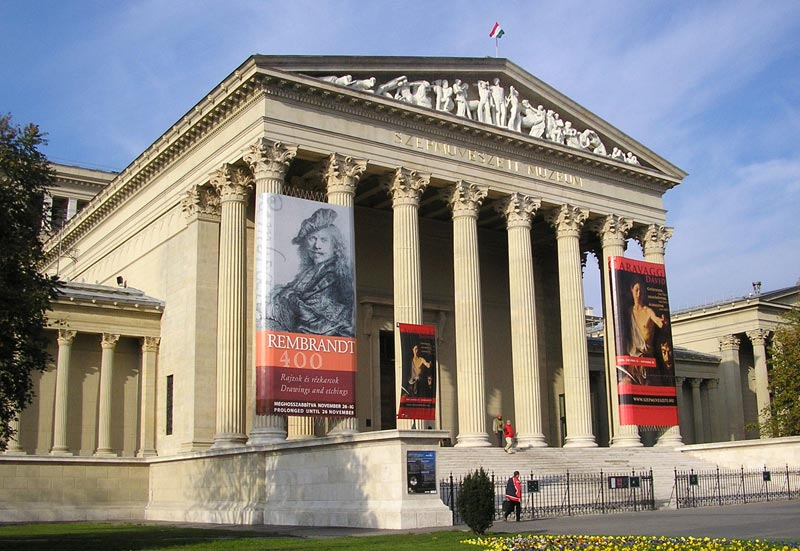
Muzeum Sztuk Pięknych
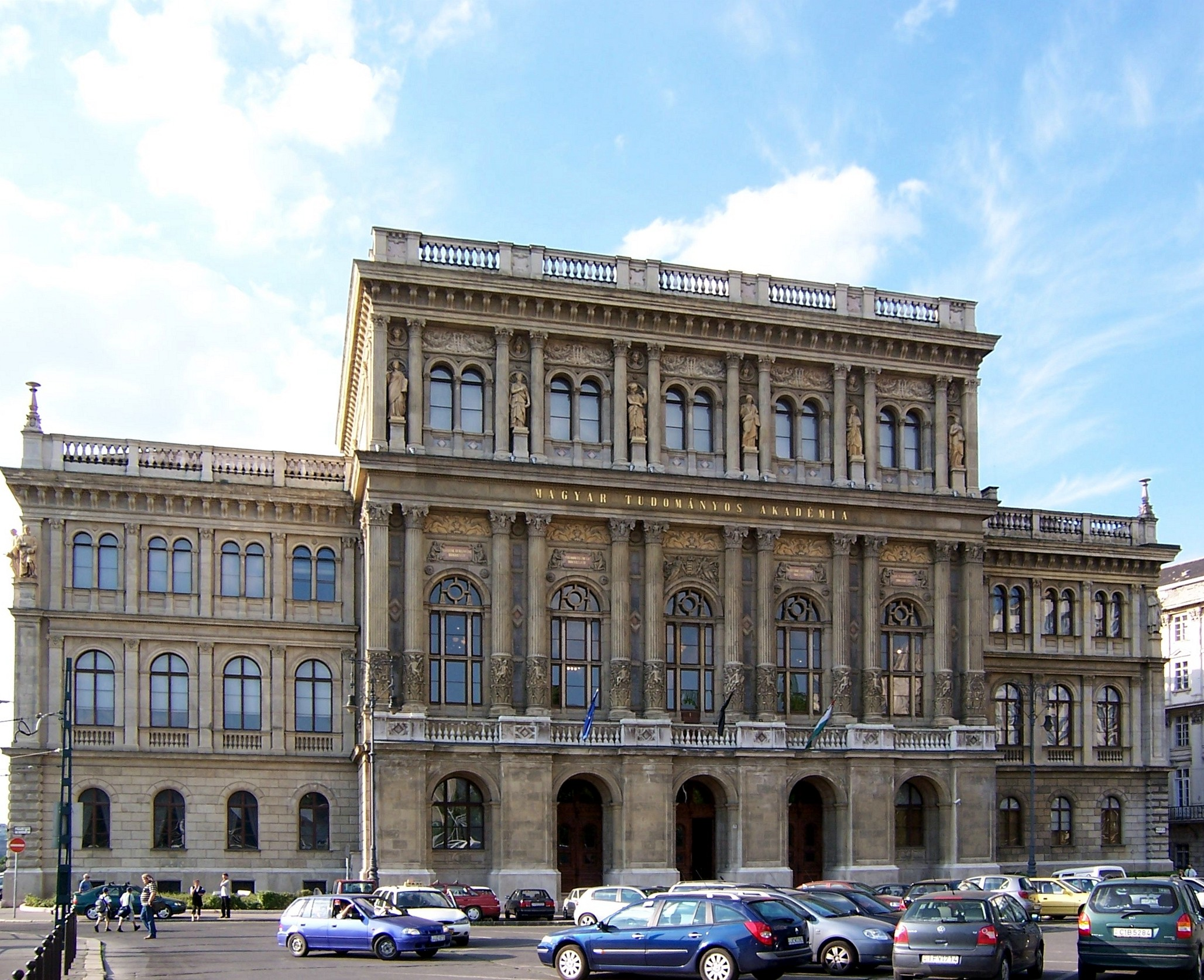
Węgierska Akademia Nauk
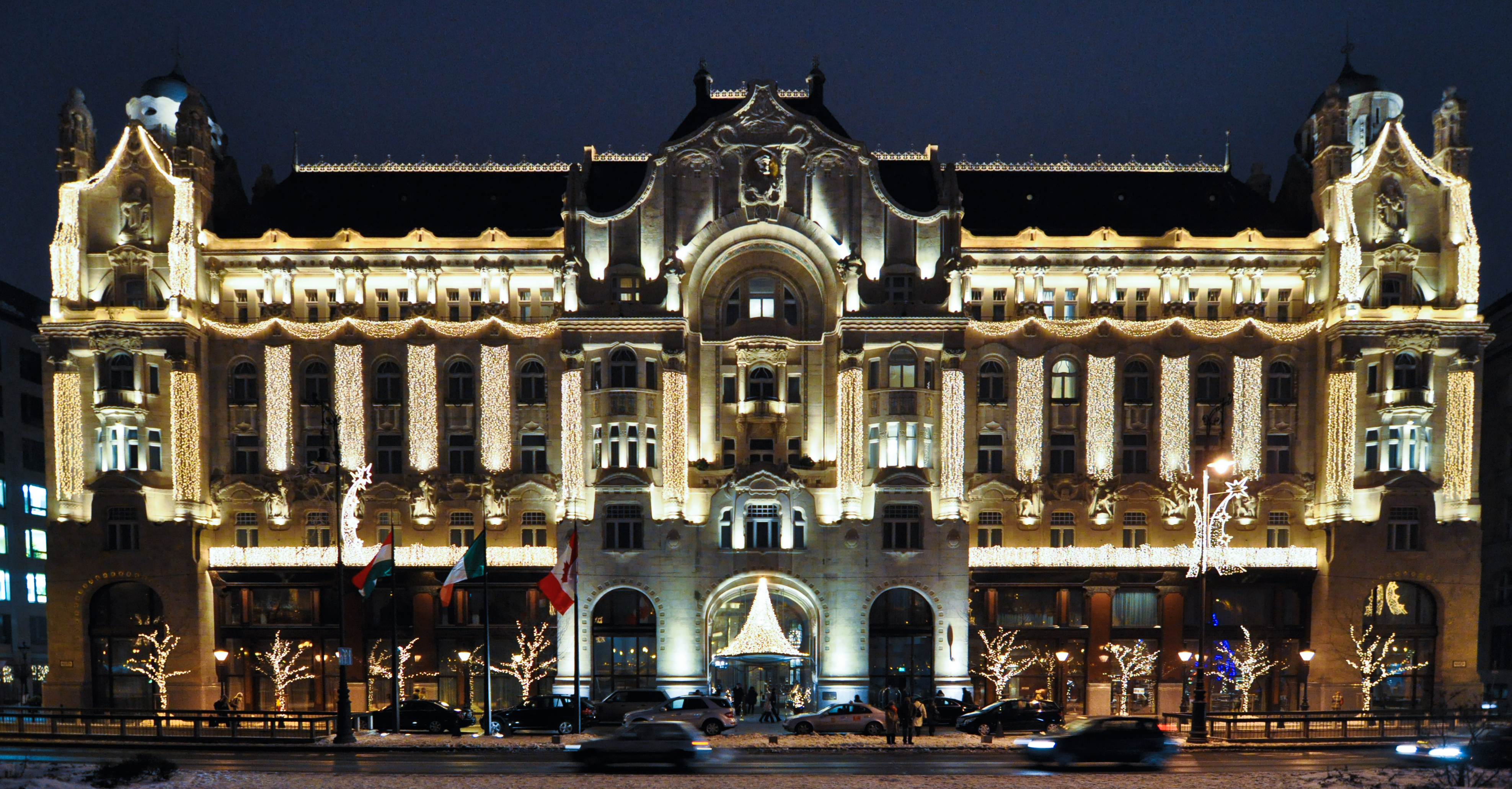
Gresham
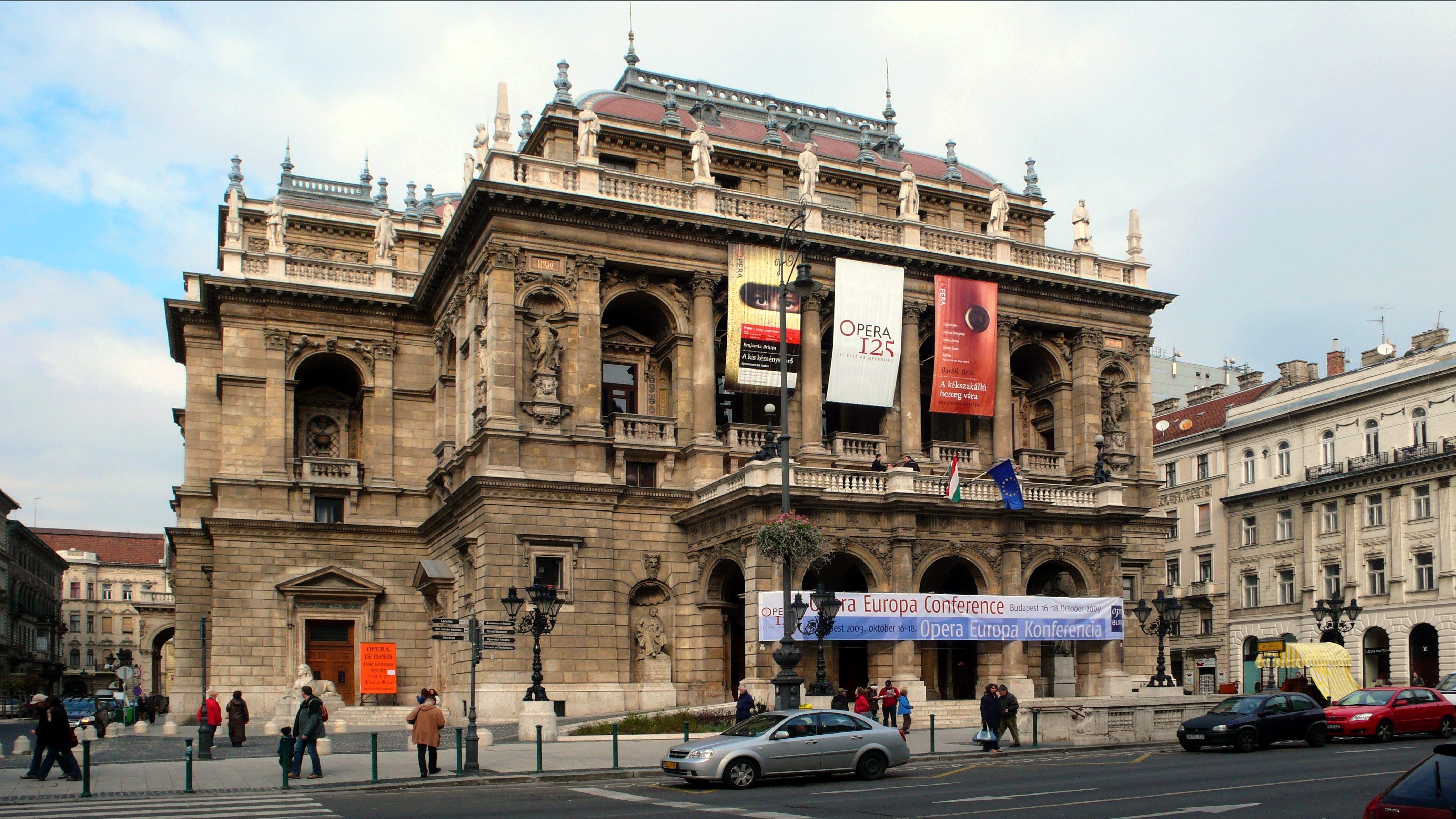
Węgierska Opera Państwowa
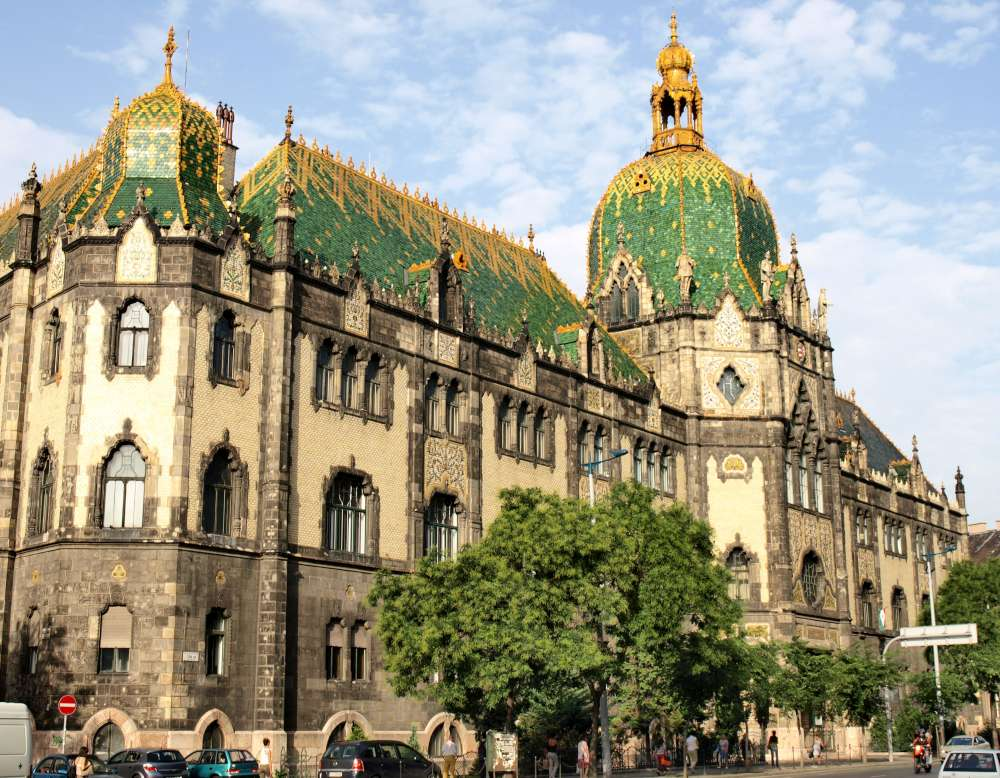
Muzeum Sztuki Stosowanej
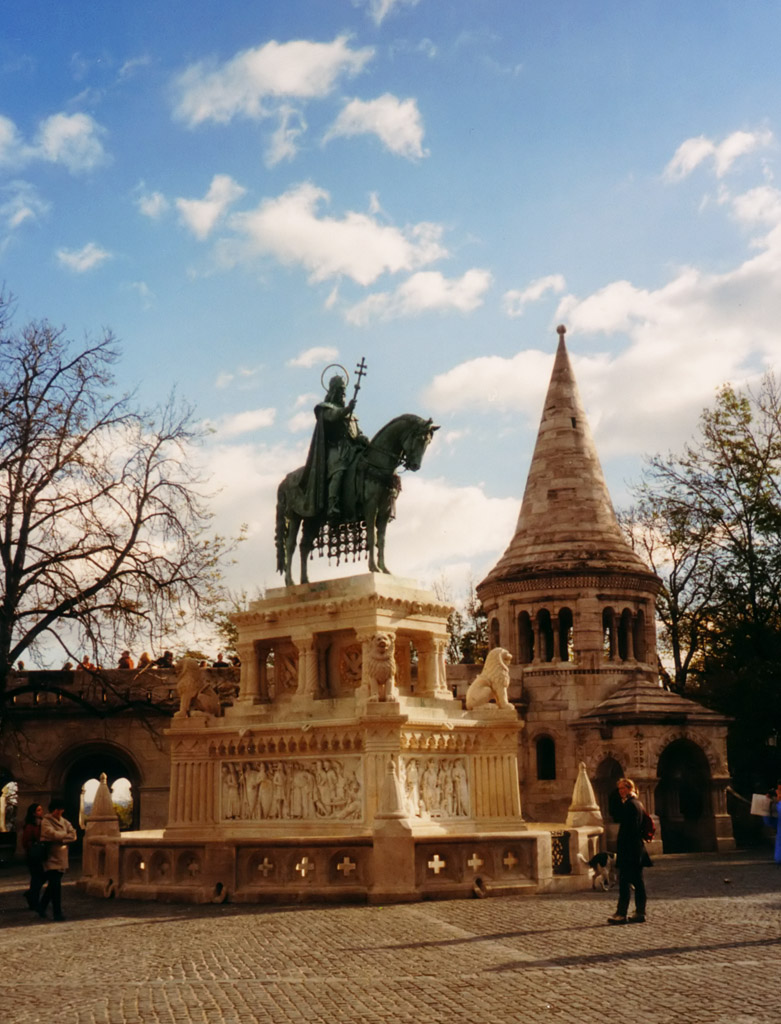
Pomnik króla Stefana przed Basztą rybacką
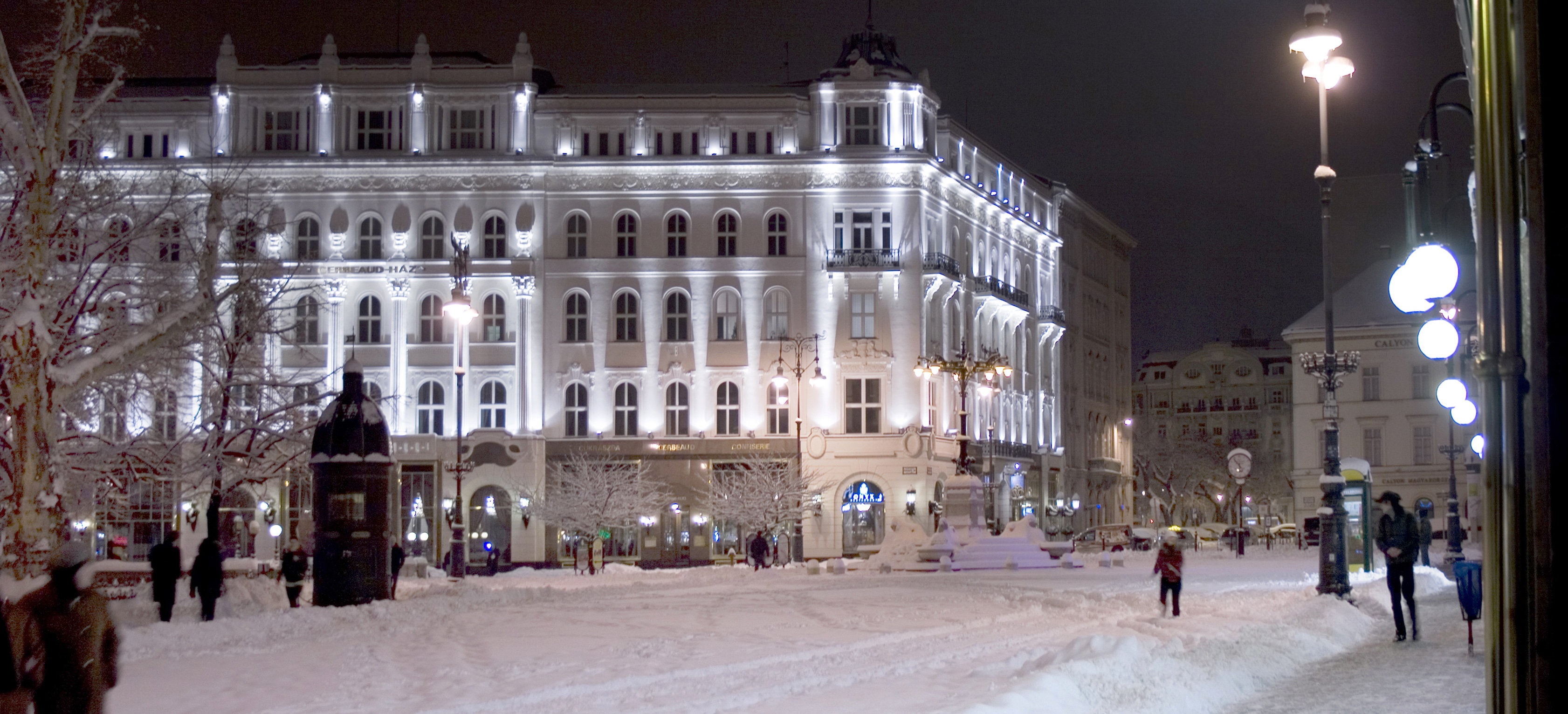
Plac Vörösmarty
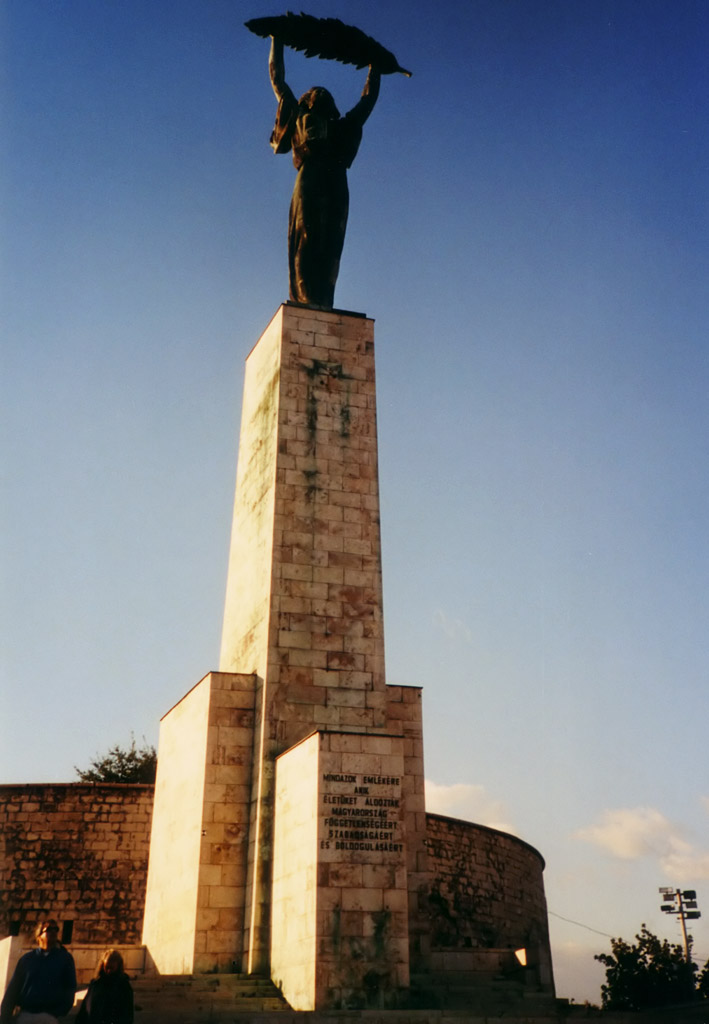
Pomnik Wolności (Szabadság-szobor) na Wzgórzu Gellerta, w tle Cytadela
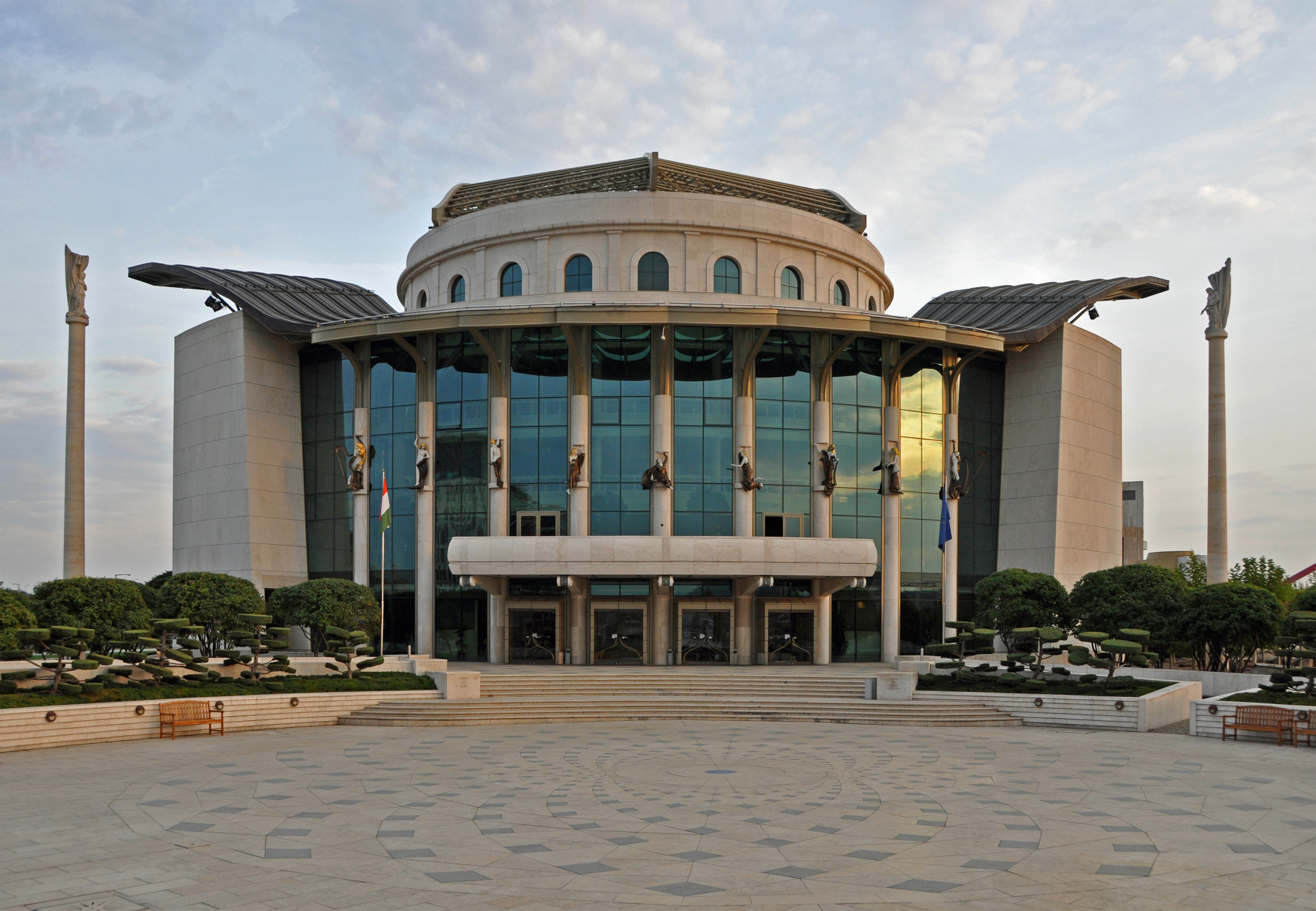
Teatr Narodowy w Budapeszcie
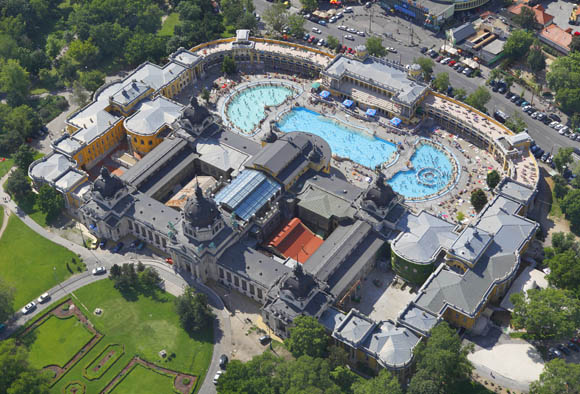
Széchenyi Fürdő

## Sport

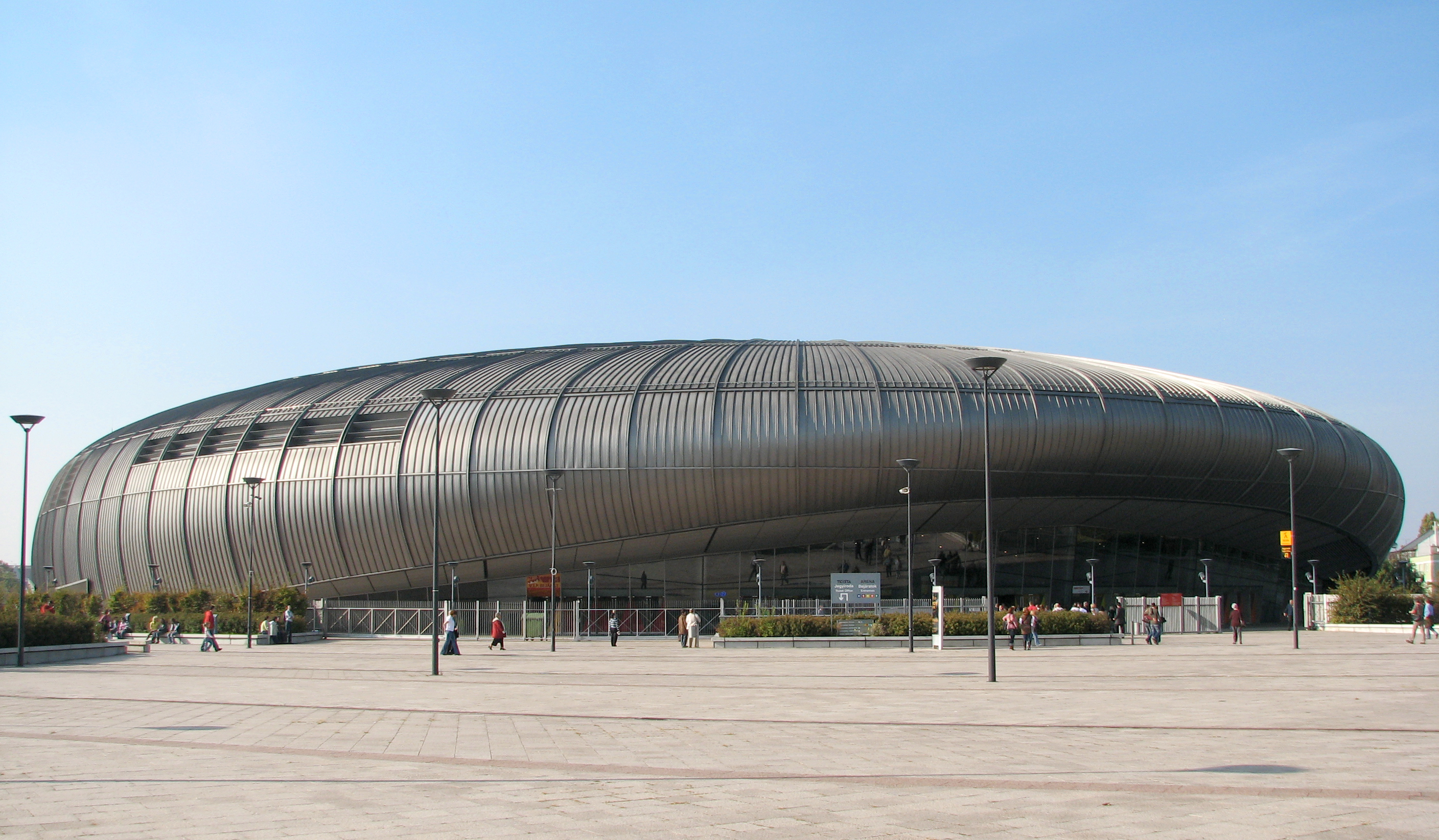
Papp László Budapest Sportaréna

Najbardziej znanymi obiektami sportowymi w Budapeszcie są: Stadion im. Ferenca Puskása oraz Budapest Sportaréna im. László Pappa. Stadion F. Puskása znajduje się blisko Dworca Keleti; do 2001 r. nosił nazwę Népstadion (Stadion Ludowy). Plany budowy były już przed II wojną światową, ale udało się je zrealizować dopiero po wojnie – budowę zakończono w 1953 r. Na stadionie rozgrywano nie tylko mecze piłkarskie (w tym najsłynniejszy Węgry-Anglia, zakończony największą w historii porażką Anglii 7:1), ale też zawody lekkoatletyczne, a także organizowano imprezy kulturalne, w tym ogromne koncerty. Patron – Ferenc Puskás – był jednym z największych piłkarzy Węgier, członkiem „złotej drużyny” w latach 50. XX wieku, potem piłkarzem Realu Madryt i trenerem wielu drużyn zagranicznych (również na krótko – w 1993 r. – reprezentacji Węgier).
Budapest Sportaréna znajduje się blisko stadionu F. Puskása. Została zbudowana w r. 2003 na miejscu Budapeszteńskiej Hali Sportowej, która spłonęła w grudniu 1999 r. Sportaréna jest miejscem meczów piłki ręcznej, zawodów tenisowych, bokserskich i hokejowych, a także koncertów. Patron hali – László Papp – był jednym z najsłynniejszych w świecie bokserów, mistrzem olimpijskim i trenerem.
Po upadku komunizmu zniknęły z Budapesztu wielkie boiska i hale, ale pojawiły się za to zawody uliczne, takie jak biegi masowe. Turyści piesi natomiast bardzo lubią wędrować po wzgórzach budajskich, które swoim ukształtowaniem bardzo przypominają średnie góry.

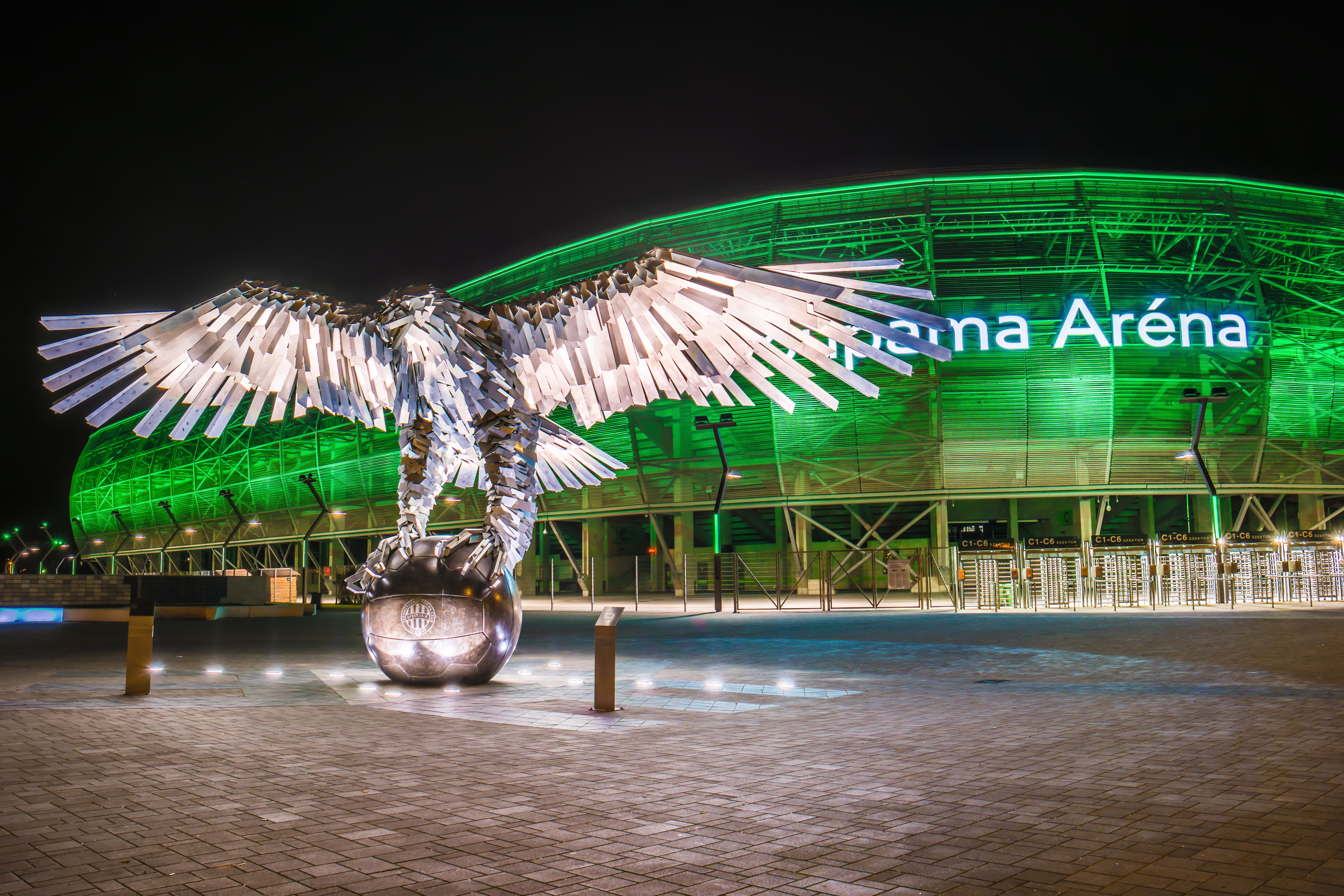
Groupama Aréna – stadion domowy klubu Ferencvárosi TC

Niedaleko Budapesztu, w Mogyoród, znajduje się Hungaroring – tor Formuły 1. Jest to pierwszy tor Formuły 1 zbudowany w kraju komunistycznym – pierwsze zawody odbyły się w r. 1986.
W latach 1993–2013 odbywał się w Budapeszcie kobiecy turniej tenisowy cyklu WTA, Budapest Grand Prix.

### Kluby sportowe

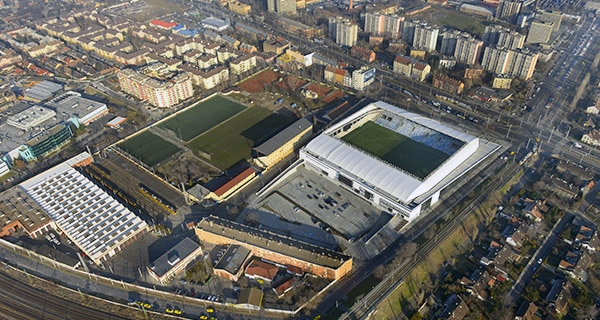
Stadion im. Hidegkutiego Nándora – stadion domowy klubu MTK Budapest FC

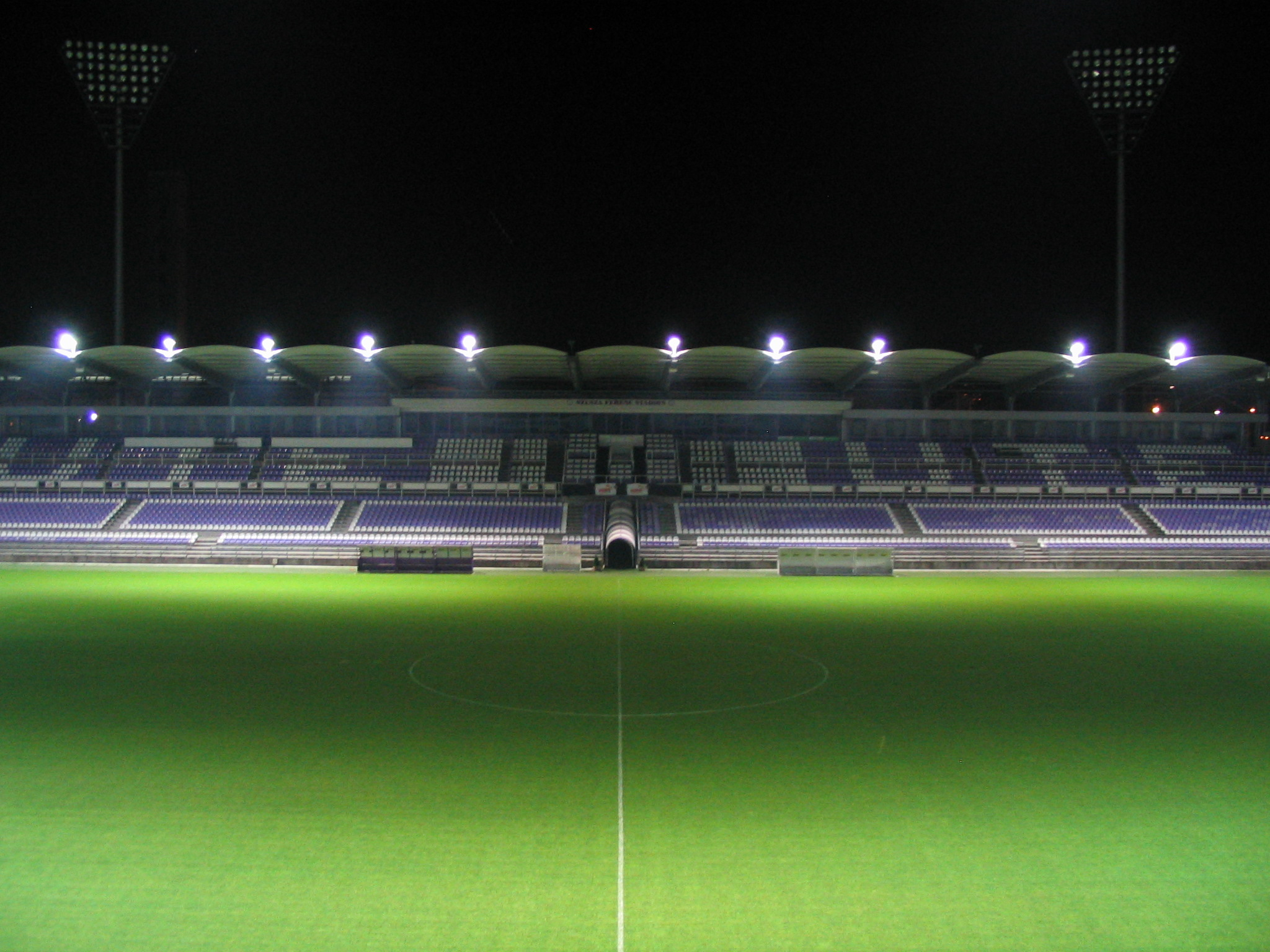
Stadion im. Ferenca Szuszy – stadion domowy klubu Újpest FC

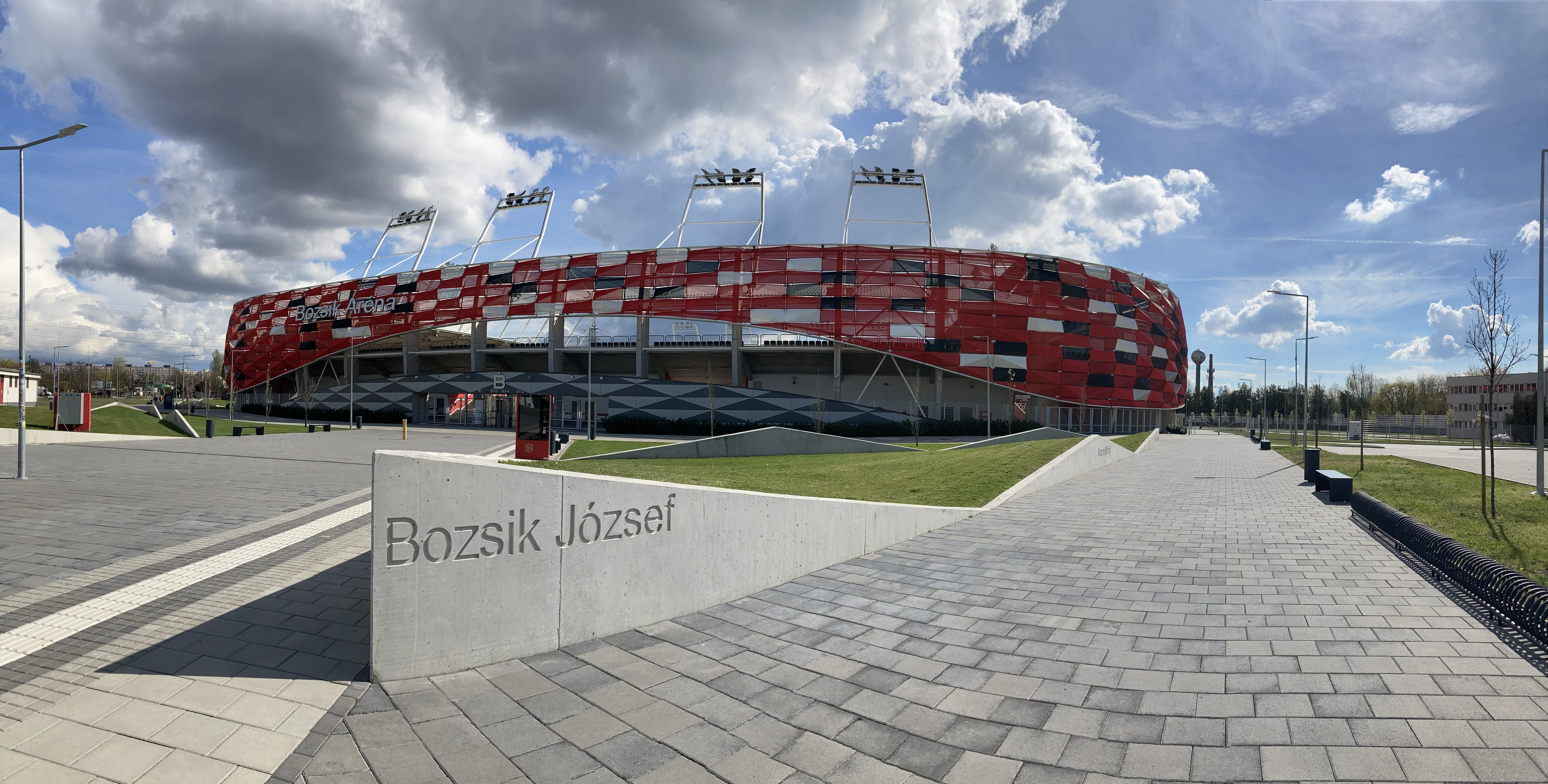
Stadion im. Józsefa Bozsika – stadion domowy klubu Budapest Honvéd FC

Piłka nożna:
- Ferencvárosi TC (Torna Club) – założony w 1899 r. 28-krotny mistrz kraju (ostatni raz w 2004 r.), 20-krotny zdobywca pucharu kraju (ostatni raz w 2004 r.), zdobywca Pucharu Miast Targowych (1965) i jego finalista (1968), finalista Pucharu Zdobywców Pucharów (1968), uczestnik fazy grupowej Ligi Mistrzów (1995–1996). Od zawsze gra w I lidze, z wyjątkiem lat 2006–2009: w 2006 r. został zdegradowany do II ligi z powodu kłopotów finansowych[43][44].
- Budapest Honvéd FC – założony w 1908 r. jako Kispesti AC, pod obecną nazwą od 1949 r. (wtedy przejęło go Ministerstwo Obrony Narodowej). 13-krotny mistrz kraju (ostatni raz w 1993 r.), 7-krotny zdobywca pucharu kraju (ostatni raz w 2009 r.), od zawsze gra w I lidze z wyjątkiem spadku w roku 2003 (na jeden sezon). Piłkarzem klubu w latach 50. XX wieku był Ferenc Puskás[45][46].
- MTK Budapest FC (Magyar Testgyakorlók Köre – Węgierskie Koło Gimnastyków) – założony w 1888 r. 23-krotny mistrz kraju (w tym w latach 1917–1925 co roku, ostatni raz w 2008 r.), 12-krotny zdobywca pucharu kraju (ostatni raz w 2000 r.), finalista Pucharu Zdobywców Pucharów (1964). Z I ligi spadał w r. 1981 (na jeden sezon), w 1994 r. (na jeden sezon) i w r. 2011[47].
- Rákospalotai EAC (Egyetértés Atlétikai Club) – założony w 1912 r., od lat 40. XX w. do 1991 pod nazwą Volán. W latach 2005–2009 grał w I lidze, obecnie gra w II.
- Újpest FC – założony w 1885 r. (najstarszy istniejący do dziś klub sportowy na Węgrzech), ale sekcja piłkarska istnieje od 1899 r. 20-krotny mistrz kraju (w latach 1969–1975 co roku, ostatni raz w 1998 r.), 8-krotny zdobywca pucharu kraju (ostatni raz w 2002 r.), finalista Pucharu Miast Targowych (1969). W I lidze od 1905 r., do II ligi spadł tylko na jeden sezon w 1911[48].
- Vasas SC – założony w 1911 r. 6-krotny mistrz kraju (ostatni raz w 1977 r.), 4-krotny zdobywca pucharu kraju (ostatni raz w 1986 r.). W I lidze od 1916 r., spadał z niej w latach 1929–1930, 1932-42, 2002-04[49].
- Csepel FC – założony w 1912 r., rozwiązany w 2000, reaktywowany w 2006 w IV lidze. W 2007 r. awansował do III ligi, w której gra do dziś.
- III.Kerületi TVE (Torna és Vívó Egyesület – Stowarzyszenie Gimnastyki i Boksu) – założony w 1887 r. Obecnie gra w III lidze (awans w 2011 r.). Największy sukces – zdobycie pucharu kraju w r. 1931. W I lidze 1911-12, 1913-37, 1996-97, 1998-99[50].

Hokej na lodzie:
- Ferencvárosi TC – sekcja hokeja została założona w 1910 r. 25-krotny mistrz kraju (ostatni raz w 1997 r.), 13-krotny zdobywca pucharu kraju (ostatni raz w 1995 r.)[51],
- Budapest Stars – założony w 2001 r., mistrz kraju w 2010 r.
- Újpesti TE – założony w 1955 r., 13-krotny mistrz kraju (ostatni raz w 1988 r.), 9-krotny zdobywca pucharu kraju (ostatni raz w 1990).

Piłka wodna:
- Újpesti TE – 26-krotny mistrz kraju (ostatni raz w 1993, 1994 i 1995 r.), 19-krotny zdobywca pucharu kraju (ostatni raz w 1993 r.), zdobywca pucharu Europy (1994), 3-krotny zdobywca Pucharu Zdobywców Pucharów (1986, 1995, 2002).
- Vasas SC – 16-krotny mistrz kraju (ostatni raz w 2007, 2008, 2009 i 2010 r.), 14-krotny zdobywca pucharu kraju (ostatni raz w 2004 i 2005 r.), 2-krotny zdobywca pucharu Europy (1980, 1985), 3-krotny zdobywca Pucharu Zdobywców Pucharów (1986, 1995, 2002).

Piłka ręczna:
- Ferencvárosi TC – wielokrotny mistrz kraju

## Polonica

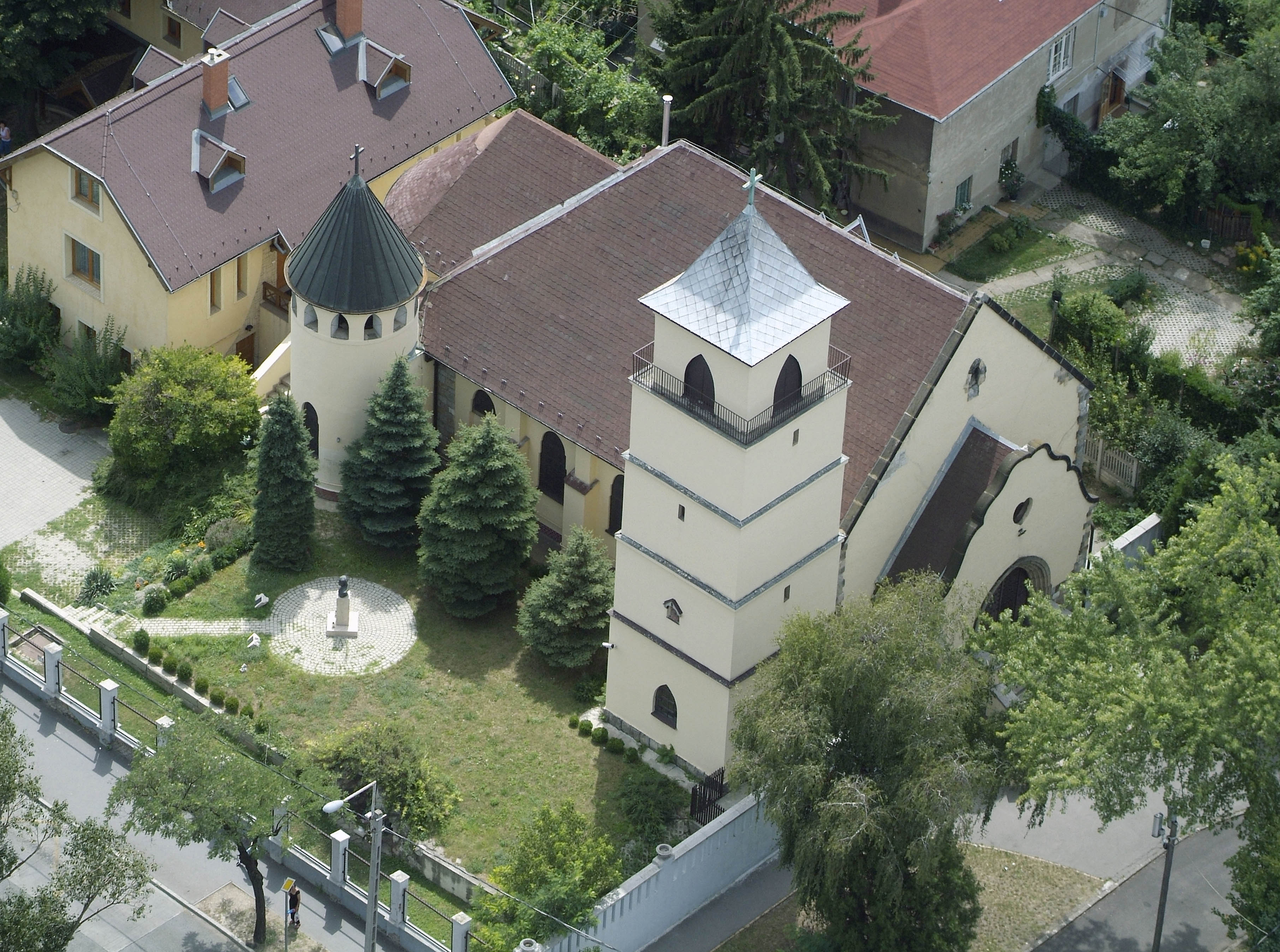
Kościół Polski w dzielnicy Kőbánya

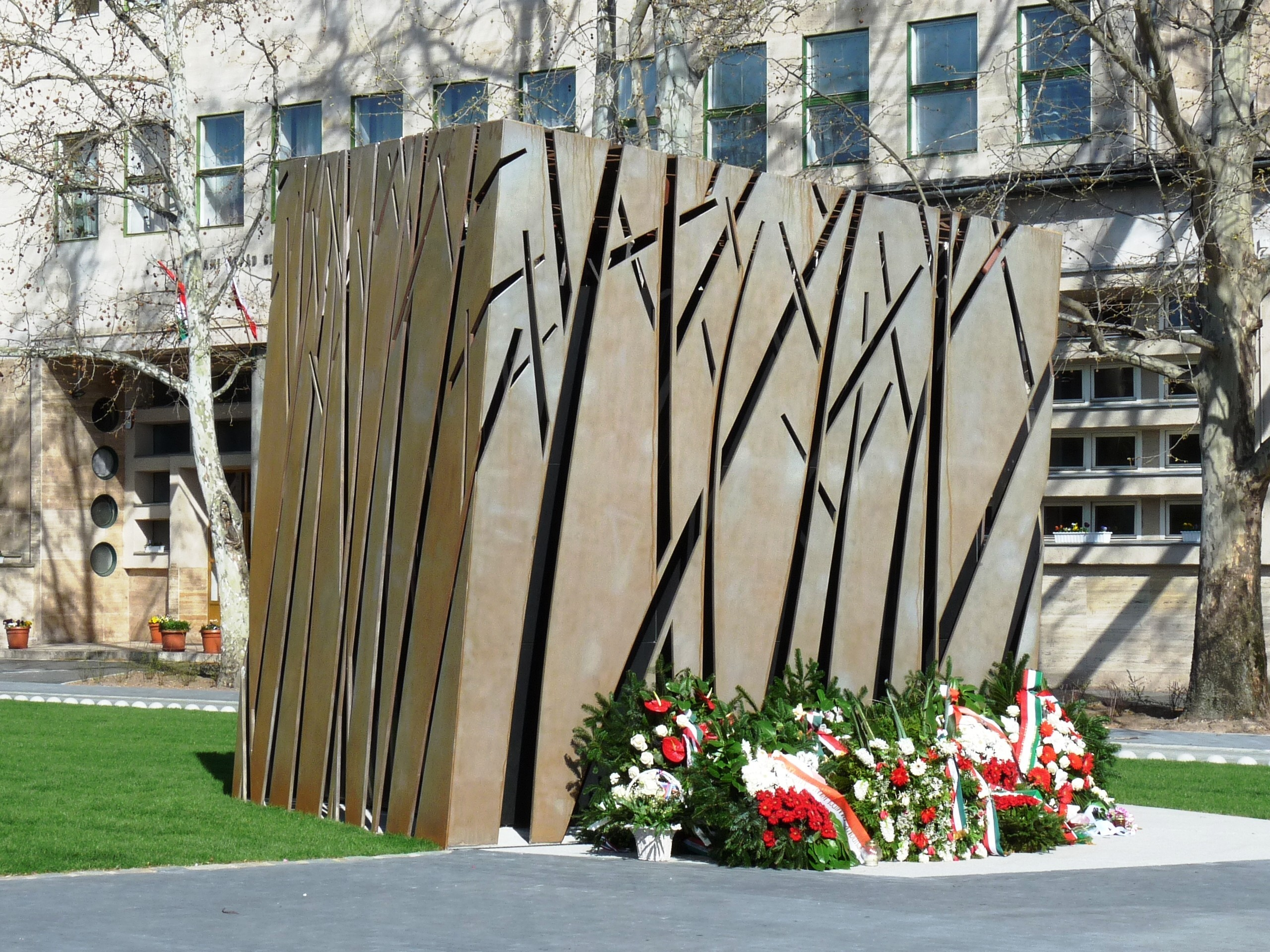
Pomnik Męczenników Katynia

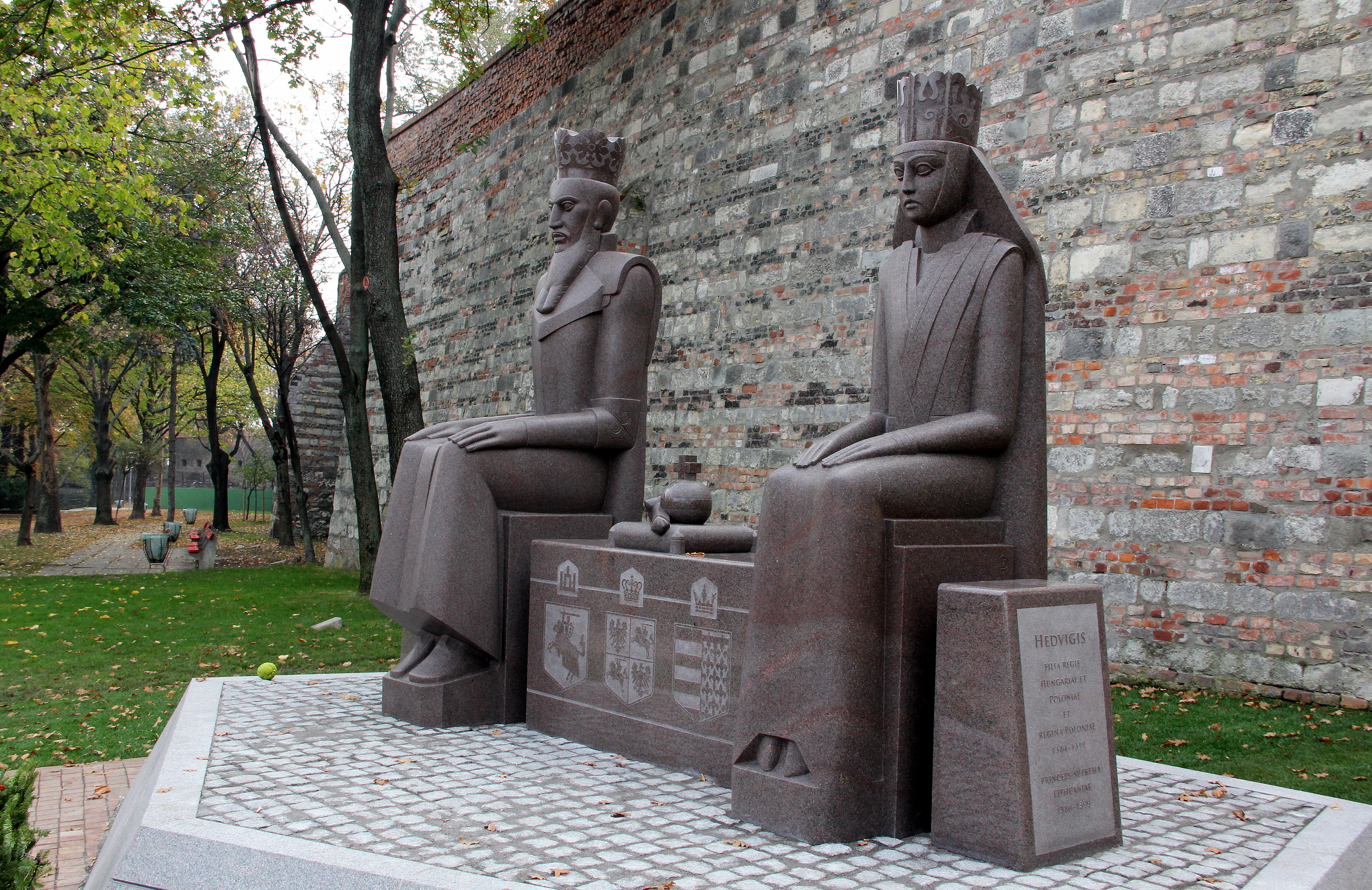
Pomnik Jadwigi Andegaweńskiej i Władysława II Jagiełły

- W dzielnicy Kőbánya znajduje się polski kościół pw. Najświętszej Maryi Panny Wspomożycielki Wiernych, wzniesiony w latach 1925 – 1927, konsekrowany w 1930 r. przez prymasa Polski Augusta Hlonda[52]. Obok znajdują się Dom Polski, wybudowany staraniem tamtejszej Polonii oraz Muzeum i Archiwum Węgierskiej Polonii.
- W dzielnicy III w parku Męczenników Katynia u zbiegu ulic Nagyszombat, Szőlő i Bécsi stoi Pomnik Męczenników Katynia.
- W dzielnicy I znajduje się pomnik Jadwigi Andegaweńskiej i Władysława II Jagiełły.
- W dzielnicy III przy Moście Małgorzaty znajduje się Pomnik Obrońców Przemyśla.
- W Węgierskim Muzeum Narodowym (Magyar Nemzeti Múzeum) można obejrzeć dziecięcą zbroję króla Polski Zygmunta Augusta (niegdyś łączoną błędnie z Ludwikiem Jagiellończykiem). Był to prezent od Ferdynanda I Habsburga w związku z zaręczynami z jego córką Elżbietą.
- Również przy Moście Małgorzaty znajduje się pomnik Józefa Bema. Na stronie od Dunaju widnieje napis Bem apó, co oznacza mniej więcej Dziadzio Bem.
- W parku, otaczającym Węgierskie Muzeum Narodowe, znajduje się odsłonięty w roku 1977 pomnik generała Józefa Wysockiego z napisem: „Ku pamięci Józefa Wysockiego (1809–1874), generała wojsk polskich, który w latach 1848–1849, jako dowódca Legionu Polskiego walczył o wolność Węgier”.
- Na cmentarzu Új köztemető(inne języki) znajduje się polska kwatera wojenna(inne języki) z czasów II wojny światowej.
- Ulice: Nabrzeże Bema (Bem rakpárt) po stronie budańskiej między Mostem Małgorzaty a Łańcuchowym; ul. Kościuszki k. Dw. Południowego; ul. Jana Sobieskiego k. stacji metra Nagyvárad tér (Ferencváros, IX dz.); ul. Dembińskiego k. parku Városliget i w Pestújhely; ul. Jabłonka (wieś na Orawie) – między górą Hármashatár a al. Bécsi (Óbuda, III dz.), pl. Limanowski – Herminamező (XIV dz.).
- W bazylice św. Stefana podobizna Matki Boskiej Częstochowskiej z tablicą pamiątkową.
- W dzielnicy XII w parku Gesztenyes znajduje się popiersie marszałka Józefa Piłsudskiego[53].

## Miasta partnerskie
- Berlin (Niemcy)
- Dublin (Irlandia)
- Fort Worth (USA)
- Frankfurt nad Menem (Niemcy)
- Koszyce (Słowacja)
- Lizbona (Portugalia)
- Lublin (Polska)
- Nowy Jork (USA)
- São Paulo (Brazylia)
- Sarajewo (Bośnia i Hercegowina)
- Stambuł (Turcja)
- Subotica (Serbia)
- Tel Awiw (Izrael)
- Kraków (Polska)
- Ustroń (Polska)
- Kielce (Polska)
- Warszawa (Polska)
- Wiedeń (Austria)
- Wilno (Litwa)
- Zagrzeb (Chorwacja)